# Maschinenfabrik Esslingen GT4
Der GT4 ist ein von der Maschinenfabrik Esslingen gebauter (deshalb auch Esslinger GT4 genannter) vierachsiger Straßenbahn-Kurzgelenktriebwagen. Die ersten 350 bestellten Fahrzeuge wurden ab 1959 an die Stuttgarter Straßenbahnen AG (SSB) ausgeliefert (dort nach Bauer Typ 31) und kamen auf dem Netz der Straßenbahn Stuttgart zum Einsatz. In den 1960er Jahren beschafften die Straßenbahnbetriebe von Freiburg im Breisgau (teilweise von der Waggonfabrik Rastatt hergestellt), Neunkirchen und Reutlingen insgesamt 30 weitere GT4, die sich hinsichtlich Ausführung, Spurweite und Technik teilweise erheblich von den Stuttgarter Vorbildern unterscheiden.
Einige GT4 sind bis heute regelmäßig in den rumänischen Städten Arad und Iași, in Fukui-Echizen (Japan) sowie im historischen Fahrbetrieb auf den „Oldtimerlinien“ in Stuttgart im Einsatz.

## Vorgeschichte
Der GT4 wurde hauptsächlich entwickelt, weil sich die zwischen 1953 und 1958 mit Jakobs-Drehgestellen gebauten längeren sechsachsigen Gelenktriebwagen GT6 der SSB für das kurven- und steigungsreiche Stuttgarter Streckennetz nicht eigneten. Insbesondere die starken Überhänge auf der Kurveninnenseite führten zu zahlreichen Begegnungsverboten. Konstruktiv eng verwandt ist der GT4 außerdem mit den Großraumwagen jener Zeit, die allerdings bauartbedingt ein geringeres Fassungsvermögen aufwiesen und deshalb für Stuttgart gleichfalls nicht in Frage kamen. Solche Vierachser ohne Gelenk lieferte die Maschinenfabrik Esslingen damals an die Kleinbahn Siegburg–Zündorf (1956, ein Wagen), nach Ulm (1958, zehn Wagen des Typs GRW4) sowie an die Straßenbahn Esslingen–Nellingen–Denkendorf (1958, zwei Trieb- und zwei Beiwagen).

## Technik

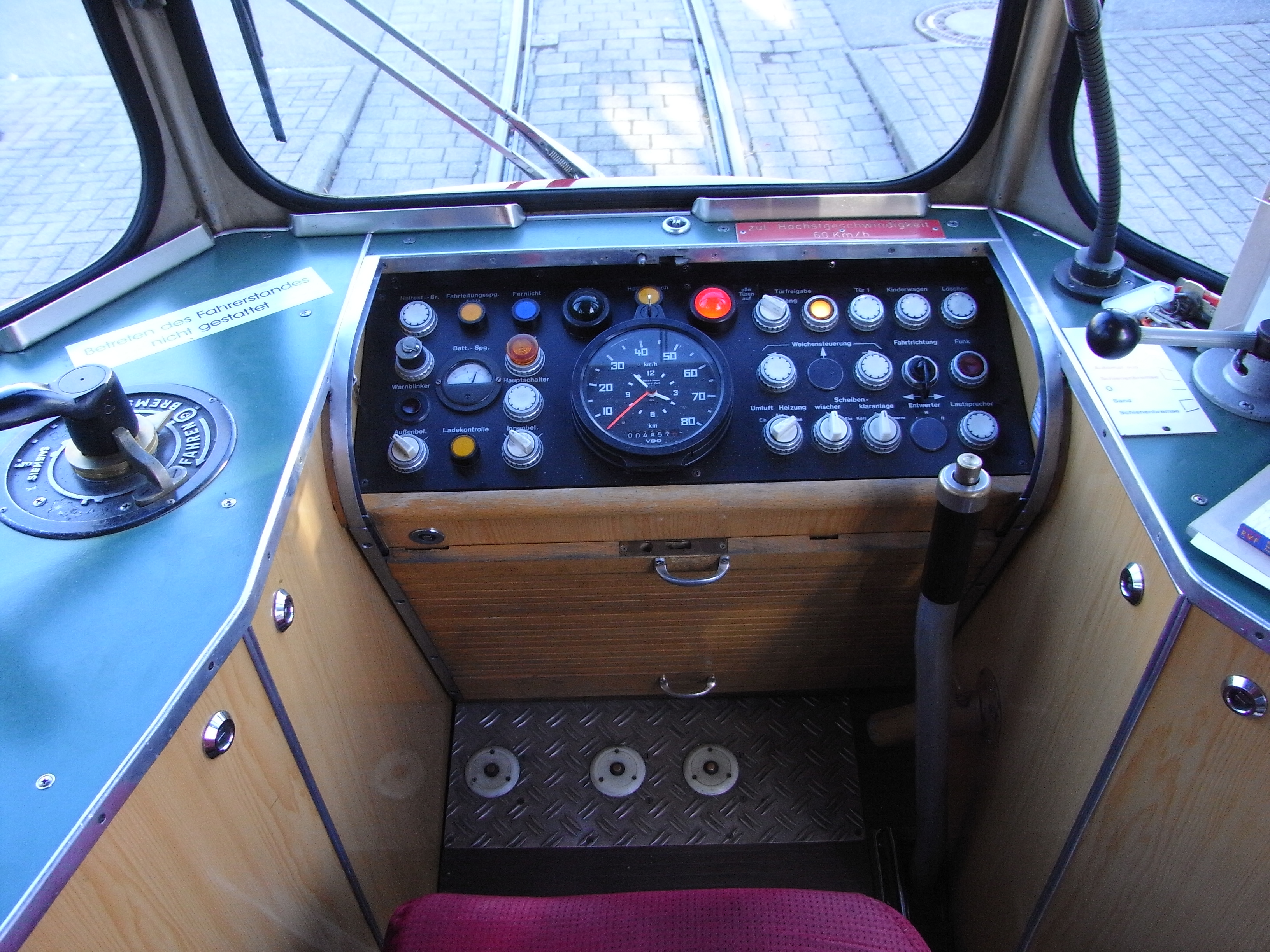
Führerstand eines Freiburger GT4

### Grundkonstruktion
Beim GT4 handelt es sich um einen vierachsigen Gelenktriebwagen, der einen Großraumwagen konstruktiv mit einem Jakobsgelenkwagen verknüpft. Längenmäßig liegt er dabei mit etwa 19 Metern Länge genau in der Mitte, das heißt, er ist um etwa fünf Meter länger als ein Großraumwagen, aber um rund fünf Meter kürzer als etwa der Vorläufer GT6. Die beiden Drehgestelle sind beim GT4 mit einem sogenannten Gelenkträger, der sich über nierenförmige Gleitplatten auf die zur Wagenmitte gerichteten Querträger abstützt, verbunden. Die Wagenkästen stützen sich auf einer Seite unter Führung eines Drehzapfens über Sekundärfedern auf eines der beiden Drehgestelle auf, auf der anderen Seite auf das Gelenk, das auf dem Gelenkträger ruht. Eine Trennung beider Wagenteile ist betrieblich nicht möglich.

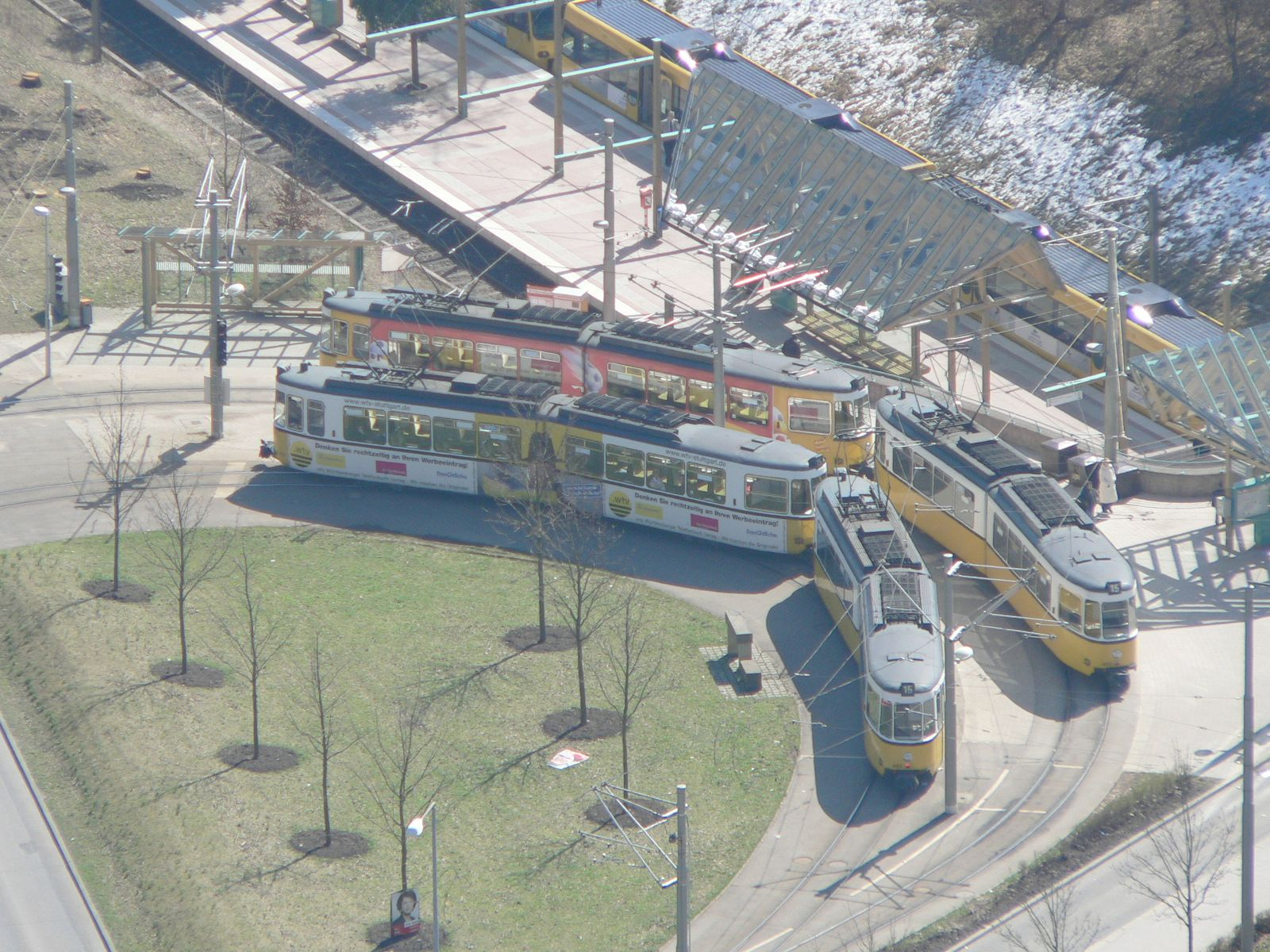
Vier kurvenbedingt geknickte GT4 von oben betrachtet

Die durch diese Konstruktion resultierende Beweglichkeit des Gelenkes ermöglichte die Anpassung an die Gegebenheiten des Stuttgarter Streckennetzes. Befährt der Wagen eine Kurve, so führt die Drehung der Drehgestelle unter den Wagenkästen dazu, dass der Gelenkträger nach der Kurvenaußenseite hin ausgelenkt wird. Da somit auch das Gelenkportal aus der direkten Verbindungslinie der beiden Drehzapfen herausgeschoben wird, stellt sich zwischen den beiden Wagenkastenhälften ein Winkel ein. Dies hat auch zur Folge, dass ein Wagen, der genau in der Mitte einer symmetrischen S-Kurve steht, äußerlich nicht geknickt ist; nur das Gelenkportal ist verdreht.
Die Wagen verfügen über je zwei Motoren, die im Gelenkträger direkt bei den Drehgestellen aufgehängt sind. Sie treiben über Kardanwellen jeweils die innere Achse des Drehgestells an. Die erste und die vierte Achse eines jeden Wagens besitzen keinen Antrieb; zusammen tragen sie nur etwa ein Drittel des Wagengewichts. Sie verfügen aber über je eine Trommelbremse und werden bereits während des generatorischen Bremsens über ein elektropneumatisches Ventil, das den Druck der Laufachs-Federspeicher absenkt, mitgebremst. Die Achsfolge ist, der Antriebsanordnung folgend, also (1A)'(A1)'.
Eine ähnliche Gelenkkonstruktion, jedoch mit mittig unter den Wagensegmenten positionierten Drehgestellen, hatten die ab 1959 hergestellten Bremer Kurzgelenkwagen (GT4–GT4c). Dort steuerte man die Kurvenanpassung jedoch später hydraulisch (Bremer GT4d–GT4f). Nur äußerlich ähnlich ist auch der Aufbau der Tatra KT4. Die Gelenksteuerung ist aber anders gelöst und führt zu wesentlich größeren Knickwinkeln.

### Unterschiede
Sämtliche nicht von den Stuttgarter Straßenbahnen beschafften Wagen waren Zweirichtungsfahrzeuge. Zudem waren sie mit kurbelbedienten Direktfahrschaltern ausgestattet und daher nicht mehrfachtraktionsfähig. Die Reutlinger GT4 waren den Stuttgarter Vorbildern am ähnlichsten. Weitere Unterschiede waren die Verwendung der in Reutlingen üblichen BSI-Kompaktkupplung und die etwas geringere Motorleistung.
Auf den Einbau von Druckluftbremsen wurde in Freiburg und Neunkirchen aus Kostengründen verzichtet. Eine weitere Besonderheit der Neunkircher GT4 waren Innenrahmen an den Drehgestellen, um sie für die europäische Normalspur von 1435 Millimetern auszulegen. Die Motoren waren nicht im Gelenkträger, sondern unter den Plattformen aufgehängt. Sie trieben über eine Kardanwelle die erste und vierte Achse an; die zweite und dritte Achse wurden über zwischengeschaltete kurze Kardanwellen an die jeweils benachbarte Achse im Drehgestell angekoppelt. Dieser Allachsantrieb war notwendig, da die größte Steigung im Netz der Neunkircher Straßenbahn elf Prozent betrug – wesentlich mehr als in allen anderen Städten, die GT4 einsetzten.

## Einsatzorte

### Übersicht
| Stadt                    | Anzahl  | Nummern                                           | Typ         | Inbetriebnahme | Übernahme aus             | Einsatz bis |
| ------------------------ | ------- | ------------------------------------------------- | ----------- | -------------- | ------------------------- | ----------- |
| Stuttgart                | 350     | 401–750                                           | Einrichter  | 1959–1965      | –                         | 2007        |
| Freiburg im Breisgau     | 19      | 104–122                                           | Zweirichter | 1962–1968      | –                         | 1994        |
| Freiburg im Breisgau     | 10      | 151–160                                           | Einrichter  | 1985           | Stuttgart                 | 1990        |
| Neunkirchen              | 8       | 1–8                                               | Zweirichter | 1961           | –                         | 1978        |
| Reutlingen               | 3       | 59–61                                             | Zweirichter | 1964           | –                         | 1974        |
| Ulm                      | 14      | 1–14                                              | Einrichter  | 1985–1987      | Stuttgart                 | 2003        |
| Ulm                      | 3       | 11–13                                             | Einrichter  | 1982–1984      | Reutlingen                | 1988        |
| Kōchi                    | 1 (2)   | 735                                               | Zweirichter | 1989           | Stuttgart                 | 2014        |
| Halle (Saale)            | 30 (32) | 852, 860–889                                      | Einrichter  | 1990           | Stuttgart                 | 2003        |
| Halle (Saale)            | 9       | 851, 853–859, 890                                 | Einrichter  | 1990           | Freiburg (ex Stuttgart)   | 2003        |
| Augsburg                 | 20 (23) | 401–410, 451–460 (unmod.)                         | Einrichter  | 1992           | Stuttgart                 | 2003        |
| Augsburg                 | 20      | 411–420, 461–470 (vollmod.)                       | Einrichter  | 1995           | Stuttgart                 | 2009        |
| Nordhausen               | 12 (16) | 71–82                                             | Einrichter  | 1991           | Stuttgart                 | 2012        |
| Nordhausen               | 4 (7)   | 91–94                                             | Zweirichter | 1994           | Freiburg                  | 2013        |
| Halberstadt              | 10 (13) | 151–160                                           | Einrichter  | 1991–1994      | Stuttgart                 |             |
| Halberstadt              | 6       | 161–166                                           | Zweirichter | 1994           | Freiburg                  |             |
| Halberstadt              | 2       | 167+168                                           | Zweirichter | 2003           | Nordhausen (ex Freiburg)  |             |
| Brandenburg an der Havel | 3       | 116–118                                           | Zweirichter | 1997           | Freiburg                  | 2004        |
| Arad                     | 32      | unregelm. (4xx, 5xx, 6xx)                         | Einrichter  | 1995–2000      | Stuttgart                 |             |
| Arad                     | 13      | 1–9, 11–14                                        | Einrichter  | 2003           | Ulm (ex Stuttgart)        |             |
| Iași                     | 58      | unregelm. (3xx, 4xx)                              | Einrichter  | 1997–2008      | Stuttgart                 |             |
| Iași                     | 27      | 120+121, 123–147                                  | Einrichter  | 2003           | Halle (ex Stuttgart)      |             |
| Iași                     | 23      | 101–113, 318+319, 321, 323, 324, 331+332, 334–336 | Einrichter  | 2004/2009      | Augsburg (ex Stuttgart)   |             |
| Iași                     | 3       | 379–381                                           | Einrichter  | 2012           | Nordhausen (ex Stuttgart) |             |
| Fukui                    | 1       | 735                                               | Zweirichter | 2014           | Kōchi (ex Stuttgart)      |             |

### Ursprünglich

#### Stuttgart

##### Veränderungen und Variationen

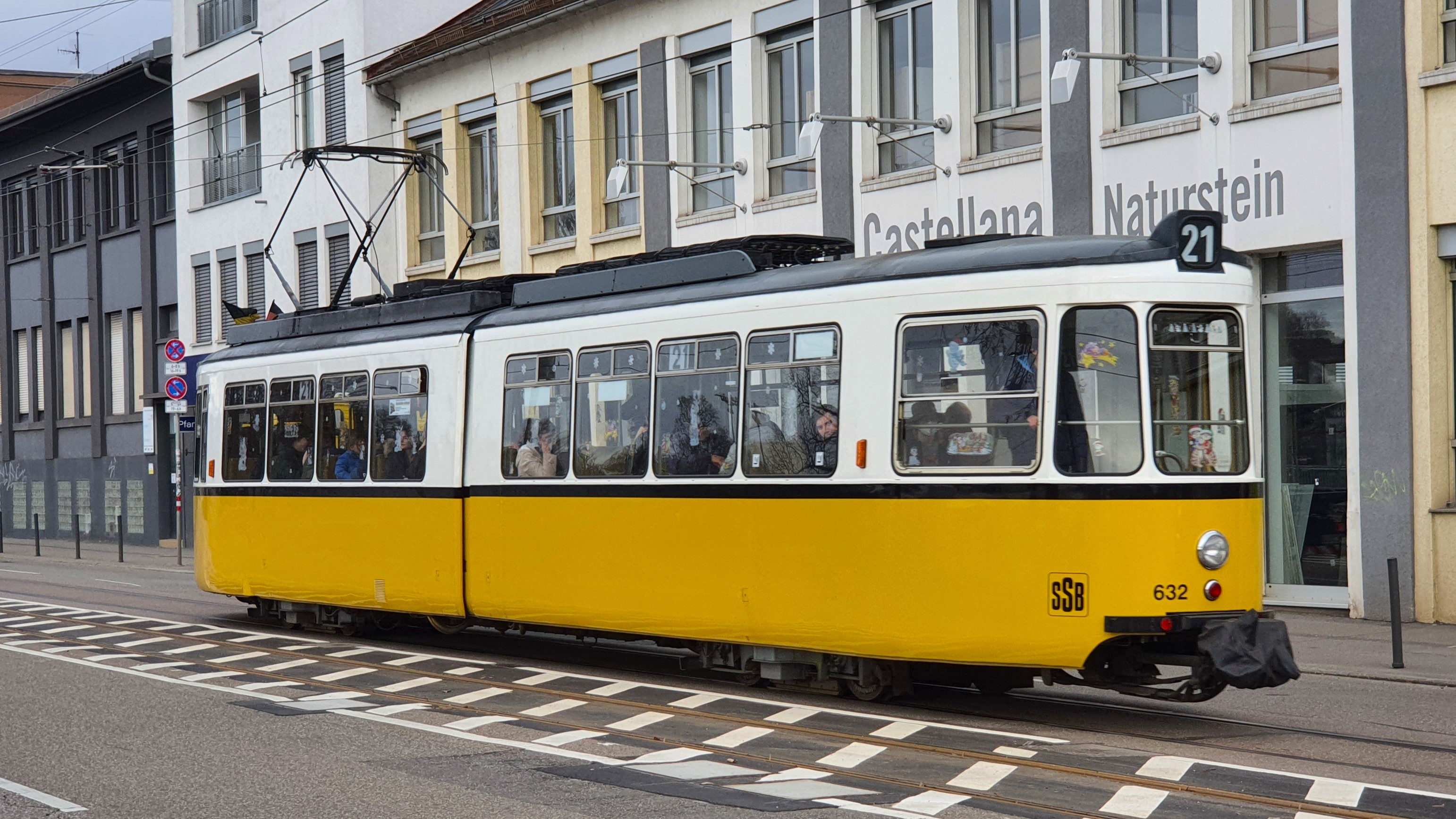
Schrägansicht eines GT4 von hinten

Alle Fahrzeuge wurden ursprünglich als führende Triebwagen ausgeliefert. Etwa die Hälfte der GT4 erhielt nachträglich eine geschlossene Fahrerkabine, Tw 401 und 403 erhielten als Fahrschulwagen keine, so auch die übrigen Fahrzeuge, die zu geführten Triebwagen umgebaut wurden. Diese Beitriebwagen (Btw) genannten Fahrzeuge waren aus dem Bestreben heraus entstanden, erforderliche Investitionen in die Modernisierung der Wagen einsparen zu können, indem man sie in einem nicht mehr voll einsatzfähigen Zustand beließ. So erhielten die geführten Fahrzeuge – bis auf eine Ausnahme – keine Funkausrüstung und keine induktive Zugbeeinflussung. Der untere Frontscheinwerfer wurde ausgebaut, die Öffnung abgedeckt und auf die Nachrüstung mit einer Fahrerkabine verzichtet. Dies schränkte zwar den Einsatz dieser Wagen ein, führte aber zu erheblichen Ersparnissen. Der Umbau betraf 24 Fahrzeuge der ersten Bauserie, 30 der zweiten Serie, 98 der dritten und vierten sowie acht der fünften Bauserie, insgesamt 180 Triebwagen.

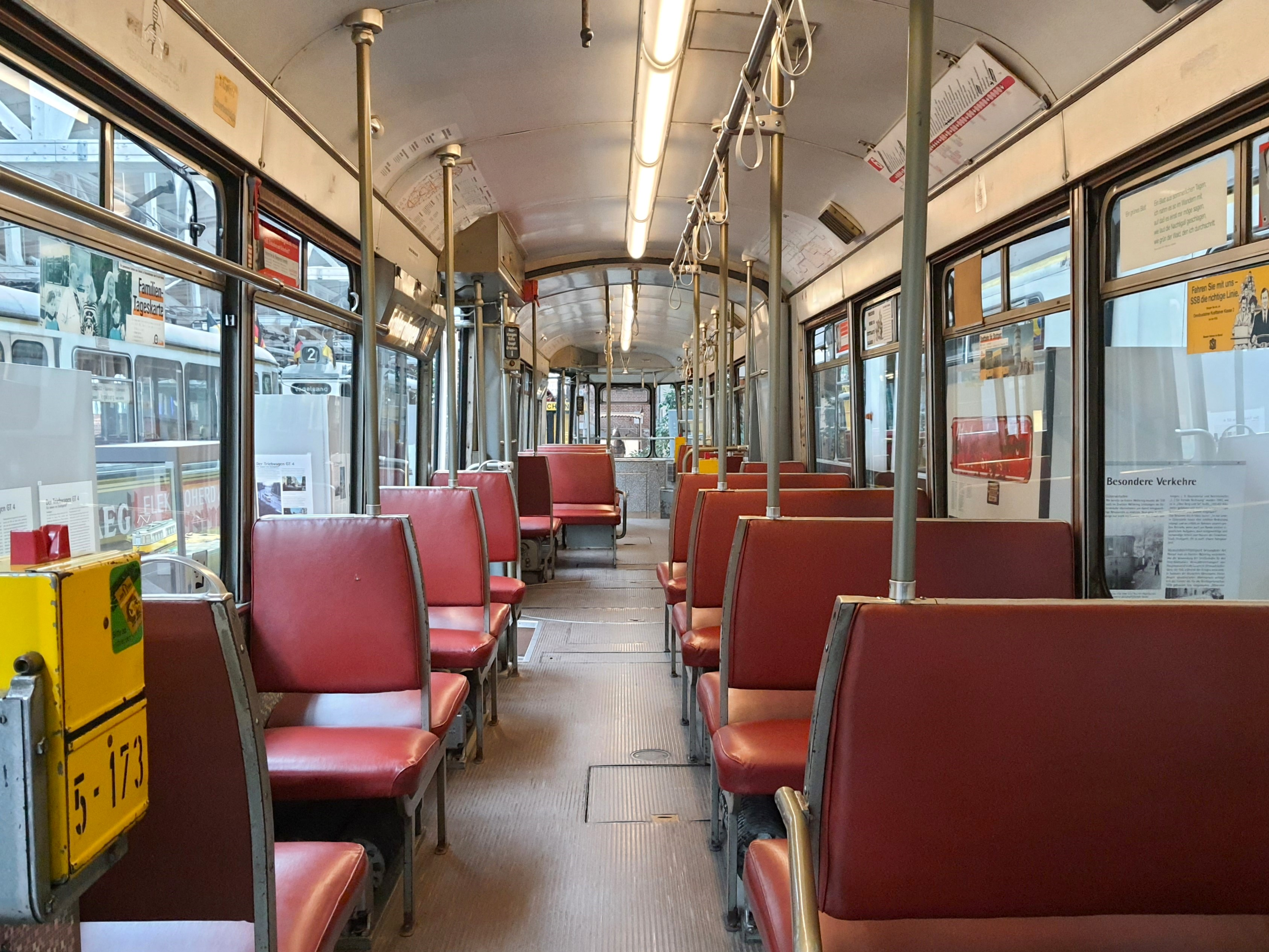
Innenraum des erhaltenen Wagens 519 (siehe unten)

Im Auslieferungszustand verfügten die GT4 über rote Kunstledersitze, in vorderen Wagenteil eine breite Bank links und ein Einzelsitz rechts, im hinteren andersherum. Die Sitze standen sich jeweils gegenüber. Die Wand war mit weiß-grau kariertem Resopal verkleidet.
Ab 1988 wurden insgesamt 48 GT4 zu sogenannten „GT4 2000“ mit olivgrünen Polstersitzen, neuer Verkabelung und modernerer Ausstattung für den Einsatz über das Jahr 2000 hinaus umgestaltet. Diese wurden nach wie vor meist im Zugverband eingesetzt; meist verwendete man die GT4 2000 als führende Wagen, da sie technisch besser ausgestattet waren als die nicht modernisierten Wagen. So besitzen sie beispielsweise eine Scheibenwaschanlage, eine Notbremsüberbrückung, eine Spurkranzschmiereinrichtung und ein Integriertes Bordinformationssystem (IBIS) mit Infrarotschnittstelle (IRIS). Nur mit diesen Wagen waren die genaue Zuordnung von Linie und Kurs bei der Leitstelle sowie eine Bevorrechtigung an Lichtsignalanlagen gegenüber dem Straßenverkehr möglich. Für den Umbau zu GT4 2000 wurden später auch sieben ehemals „geführte“ Triebwagen ertüchtigt und mit einer Zugsicherungsanlage und allen anderen Zusatzgeräten nachgerüstet.
Im Jahr 1976 erwarb die SSB die den Stuttgarter GT4 sehr ähnlichen Zweichrichtungs-GT4 59, 60 und 61 von der stillgelegten Straßenbahn Reutlingen (siehe unten), ursprünglich, um sie auf Strecken ohne Wendeschleifen (bspw. wegen Bauarbeiten) einsetzen zu können. Schließlich verzichtete man allerdings auf die teure Umrüstung, u. a. da die Wagen nicht traktionsfähig und damit nicht mit den übrigen GT4 kompatibel waren, und nutzte die Wagen als Ersatzteilspender im Betriebshof Gerlingen, ehe man sie 1981 (Tw 60), 1982 (Tw 59) und 1983 (Tw 61) – ohne sie jemals in Stuttgart eingesetzt zu haben – an die Straßenbahn Ulm weitergab.

##### Einsatz

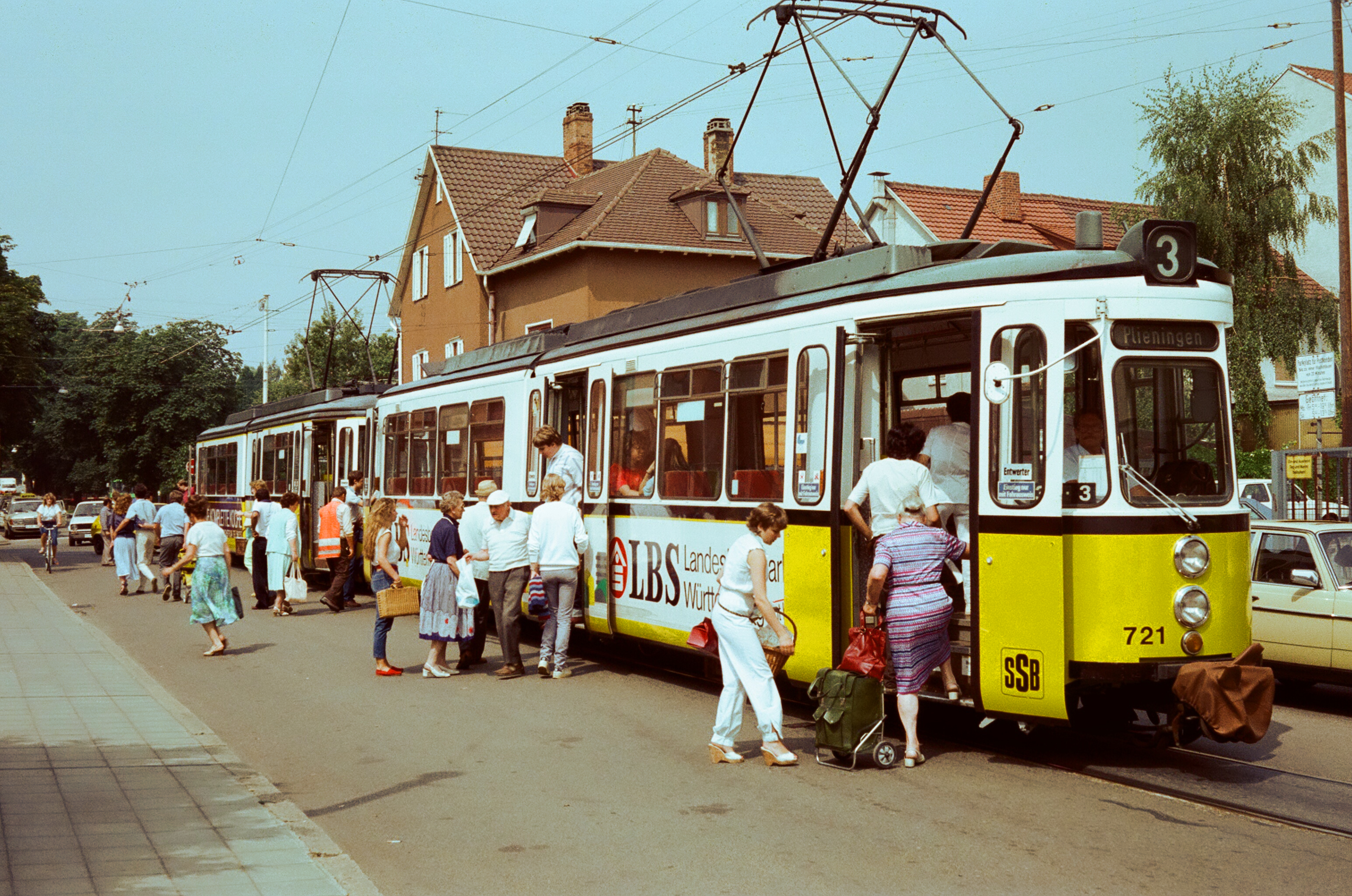
Eine GT4-Doppeltraktion im Regeleinsatz auf der Linie 3 (1983)

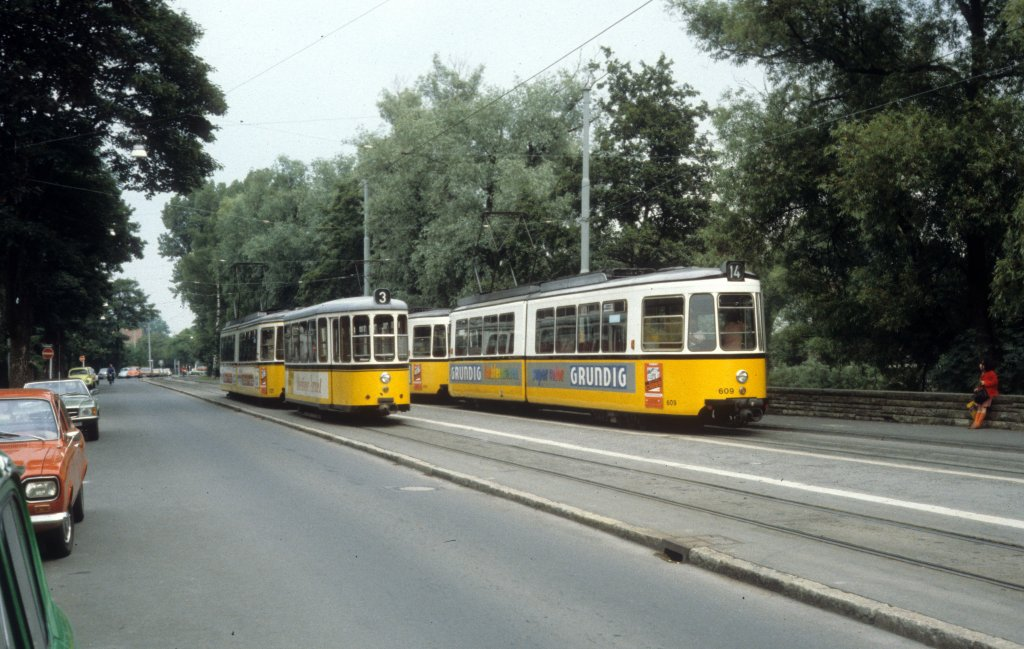
GT4 mit B2 und GT4-Doppeltraktion auf der Linie 3 (1979)

Der erste Stuttgarter GT4 ging am 27. Mai 1959 in Betrieb. Die insgesamt 350 Fahrzeuge konnten in Dreifachtraktion verkehren, was aber nur bei Betriebsfahrten angewendet wurde, etwa bei den sogenannten Waschzügen zwischen Betriebshöfen ohne Waschanlage zur Waschanlage im ehemaligen Betriebshof Vogelsang. Eine Ausnahme bildeten die Publikumsfahrten anlässlich der bevorstehenden Eröffnung der unterirdischen Stationen Rathaus, Österreichischer Platz und Marienplatz im Juli 1971, als zwei Dreiwagenzüge mit Fahrgästen besetzt als E-Wagen zwischen Rathaus und Marienplatz pendelten, auf jedem Richtungsgleis je einer und in jeweils einer Richtung vom Heckführerstand aus gesteuert. 
Im regulären Linienbetrieb wurden die Wagen meist in Doppeltraktion eingesetzt. Auf der Linie 6 führten sie ab 1960 zusätzlich einen zweiachsigen Beiwagen des Typs B2 mit; diese sogenannten 49-Meter-Züge waren bis 1976 im Einsatz. Züge aus einem Triebwagen und Beiwagen waren darüber hinaus noch bis Oktober 1983 auf der Linie 3 anzutreffen. Einzeln fahrende GT4 verschwanden 1990 aus dem Stadtbild, um zu vermeiden, dass ein defekter Solowagen zwischen zwei normalspurigen Stadtbahnzügen eingeschlossen und daher nicht abgeschleppt werden konnte. Diese Praxis wird, bis auf wenige Ausnahmen, auch im heutigen Museumsbetrieb so beibehalten.
Von 1982 bis zur Einführung des Stadtbahn-Regelbetriebs 1985 bestand der reguläre Fuhrpark der SSB nur aus GT4.
Der Einsatz der „geführten“ GT4 endete offiziell 1998 nach dem stadtbahnmäßigen Ausbau der Linie 13. 2002 wurden die letzten beiden nicht zu „GT4 2000“ umgebauten Triebwagen 471 und 466, die zum Schluss nur noch als Beitriebwagen zum Einsatz kamen, ausgemustert.
Am 8. Dezember 2007, dem Tag der Umstellung der letzten meterspurigen Linie 15, erfolgte nach 48 Betriebsjahren der letzte planmäßige Linieneinsatz eines GT4 in Stuttgart. Mitverantwortlich für die verhältnismäßig lange Einsatzzeit war die Umspurung des Streckennetzes. Da ein Ende des meterspurigen Betriebs abzusehen war, wurden keine neuen Fahrzeuge beschafft, um die GT4 auf dem schrumpfenden Meterspurnetz zu ersetzen.

##### Erhaltene Exemplare
Insgesamt sind zehn Triebwagen vom Typ GT4 in Stuttgart museal erhalten, fünf davon (401, 450, 471, 629 und 632) betriebsfähig, und fünf als nicht betriebsfähige Museumswagen (519, 630, 631, 642 und 722). Vier weitere (411, 422, 434 und 638) werden außerdem als Ersatzteilspender vorgehalten. Zwei GT4 wurden von den SSB zu stationären Seminar- und Aufenthaltsräumen umfunktioniert: Tw 638 am Stadtbahnbetriebshof in Remseck-Aldingen (2008 per Autokran aufgestellt), Tw 454 am Veranstaltungszentrum Waldaupark bei Degerloch. Am 24. März 2025 wurde der Triebwagen 638 aufgrund seines schlechten Zustands vom Betriebshof Remseck in den nicht-öffentlichen Teil des Straßenbahnmuseums gebracht, wo er als technischer Ersatzteilspender dienen soll. Wagen 454 wurde aus demselben Grund am 31. März 2025 vor Ort im Waldaupark verschrottet. Eine Uhr mit Sitzbank aus diesem Wagen gelangte wiederum als Denkmal in den Betriebshof Remseck. 
Wagen 401 verfügt als einziger Museumswagen über eine Fahrschuleinrichtung. Bis auf die Triebwagen 519, 471 und 722 befinden alle erhaltenen GT4 im letzten, modernisierten Betriebszustand von 2007. Wagen 471 hat noch die weitgehend originale Innenausstattung mit roten Kunstledersitzen. Triebwagen 519 ist der älteste erhaltene GT4 und repräsentiert den Zustand als geführter Triebwagen (Beitriebwagen) von 1990. Wagen 722 wurde ab März 2012 schrittweise in den Zustand von 1977 mit blauen Kunstledersitzen zurückversetzt. Vorgestellt werden konnte er 2019 zum Jubiläum „60 Jahre GT4“. Tw 642 dient im Museum als „Kino-Wagen“. Der erste GT4 (Nummer 501) ging ebenso wie der jüngste mit der Nummer 750 (Baujahr 1965) durch einen Unfall verloren.
Vermietung und Vermarktung der Museums-GT4 obliegen dem Verein Stuttgarter Historische Straßenbahnen e. V., der die betriebsfähigen Exemplare für den historischen Fahrbetrieb einsetzt und die anderen im Straßenbahnmuseum Stuttgart ausstellt.

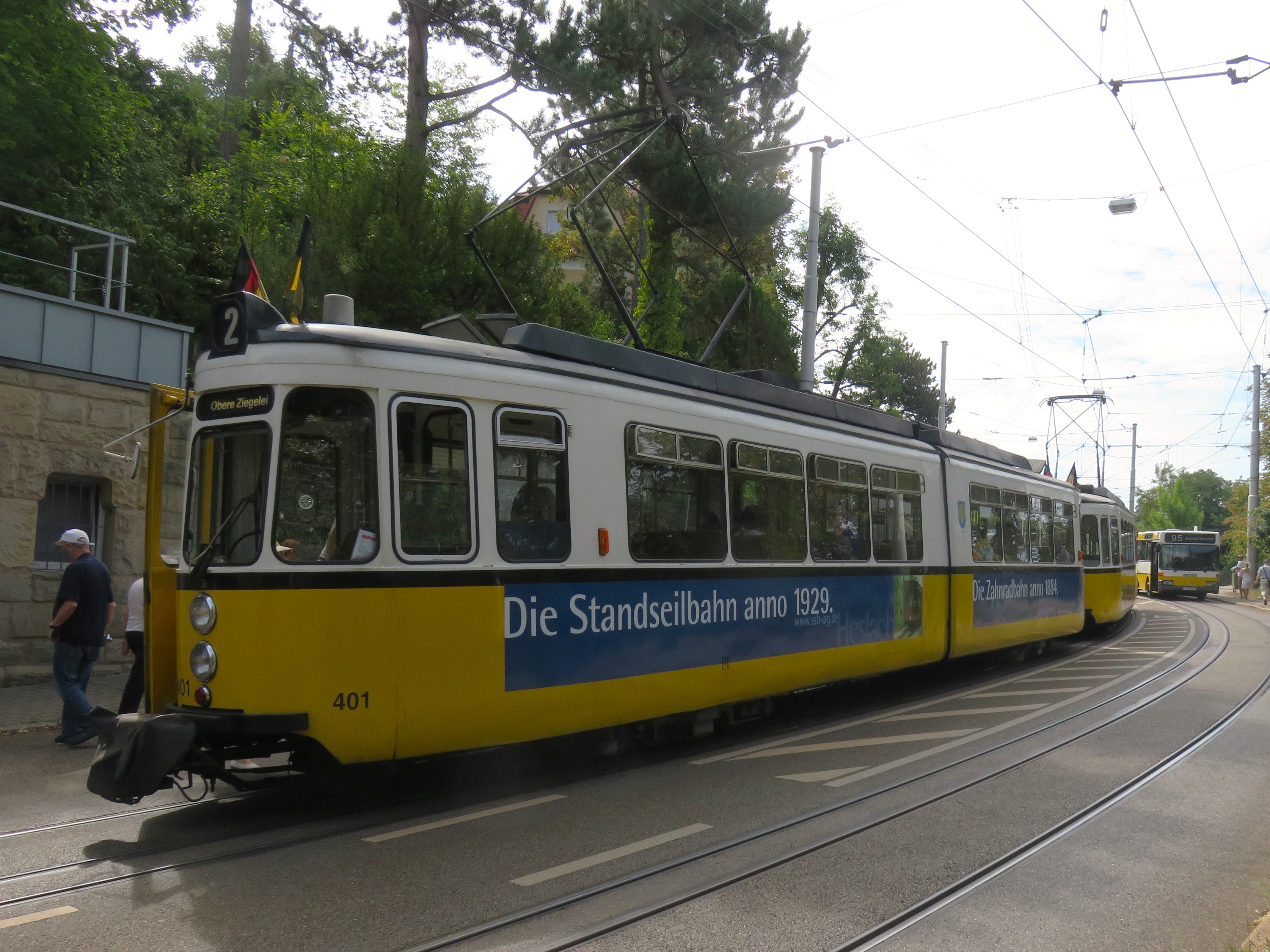
GT4 401 bei der Fahrzeugparade zu 150 Jahre SSB (2018)
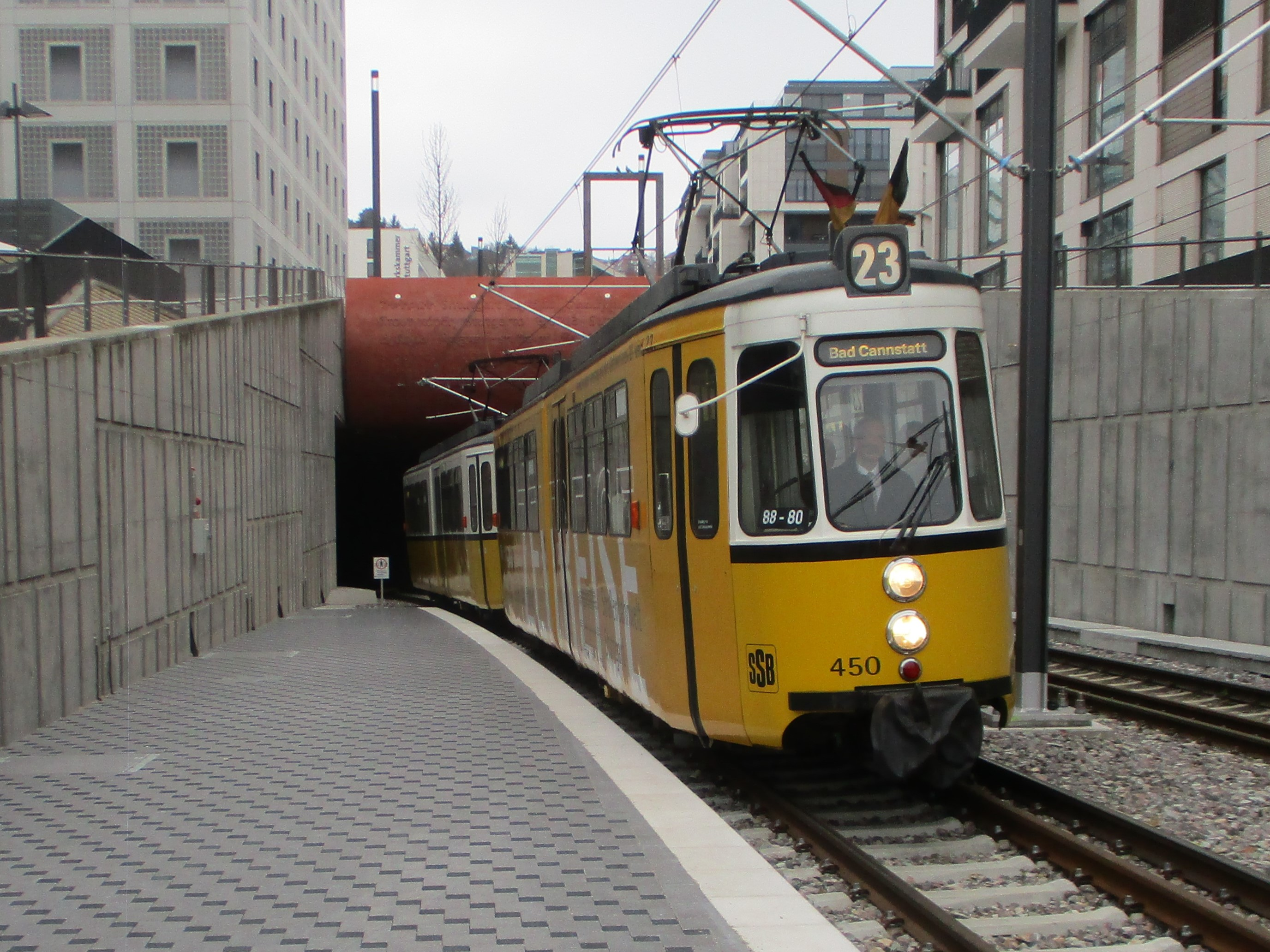
GT4 450 am Budapester Platz (2018)
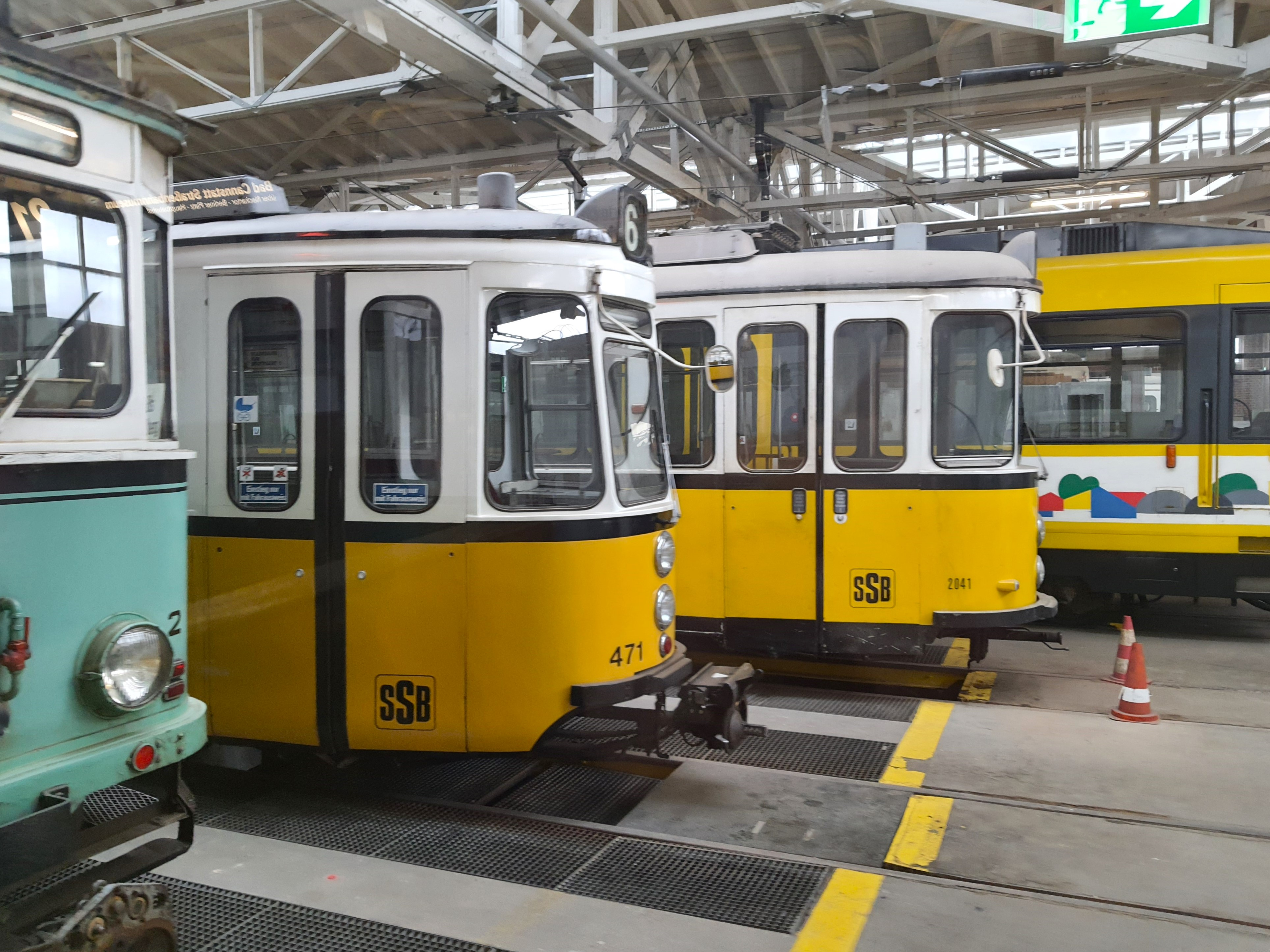
GT4 471 in der oberen Halle des Straßenbahnmuseums (2023)
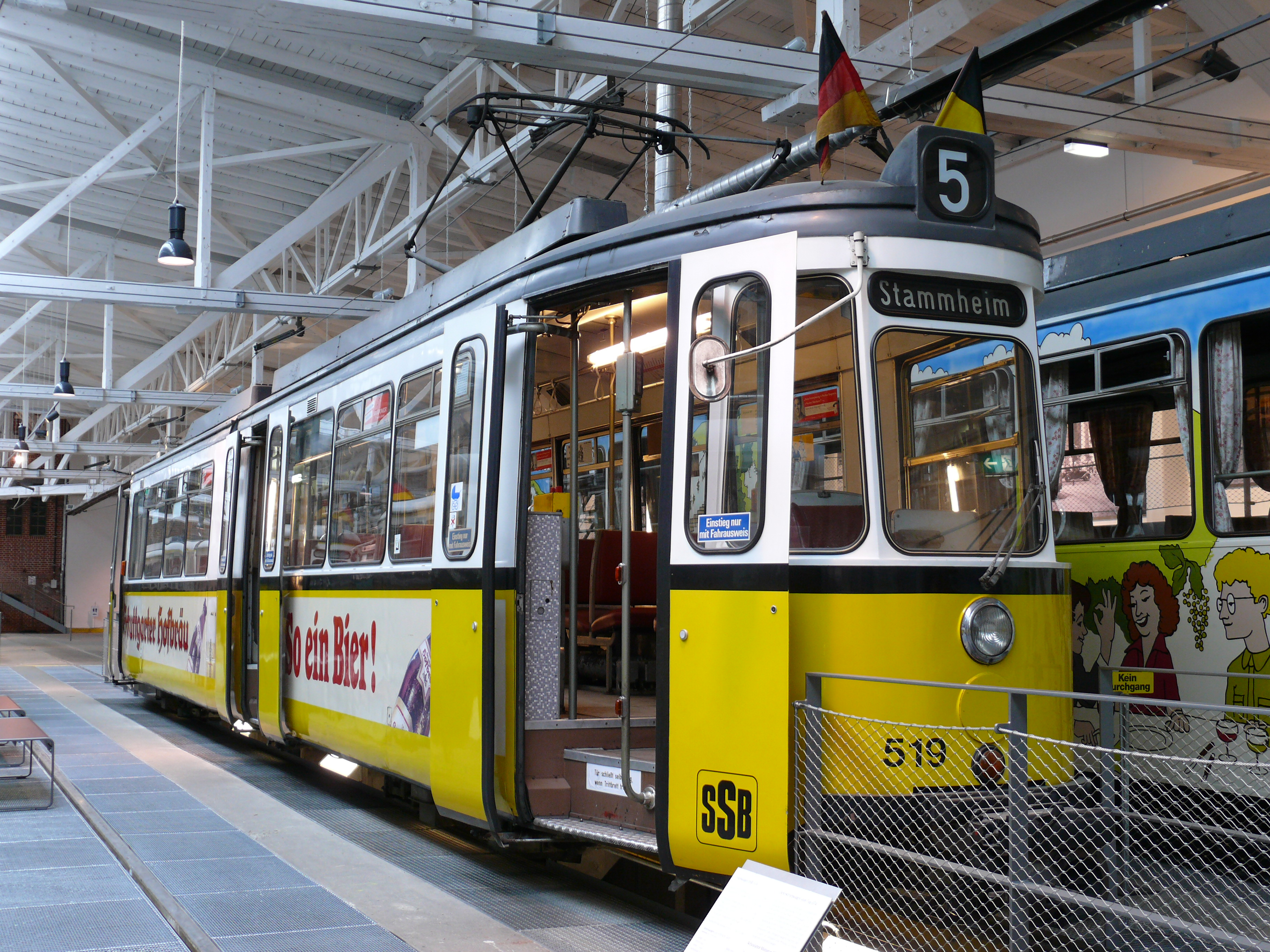
GT4 519 mit begehbarer Wartungsgrube im Ausstellungsbereich des Straßenbahnmuseums (2010)
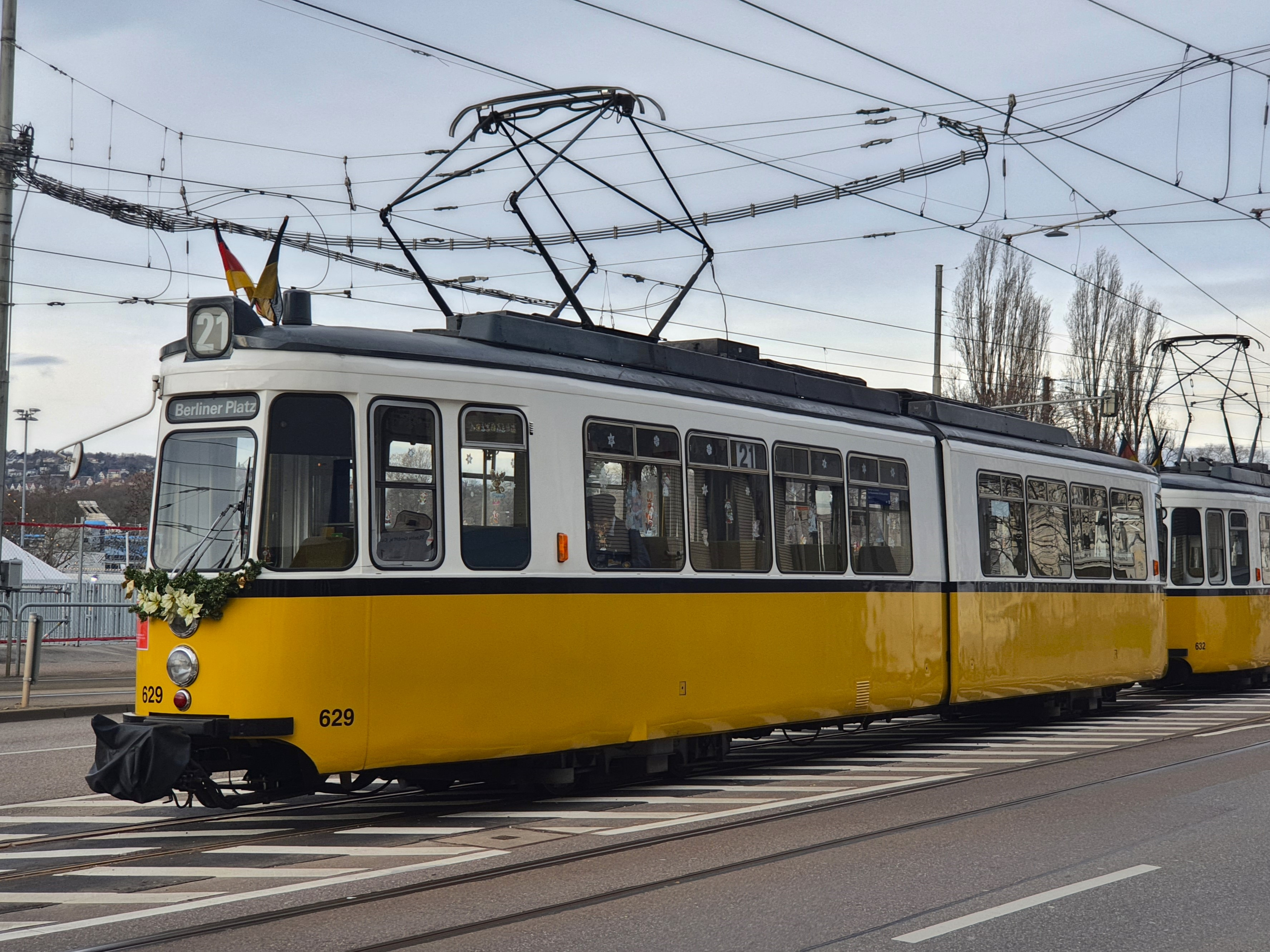
GT4 629 bei der Wiedereröffnung der Oldtimerlinie 21 (2023)
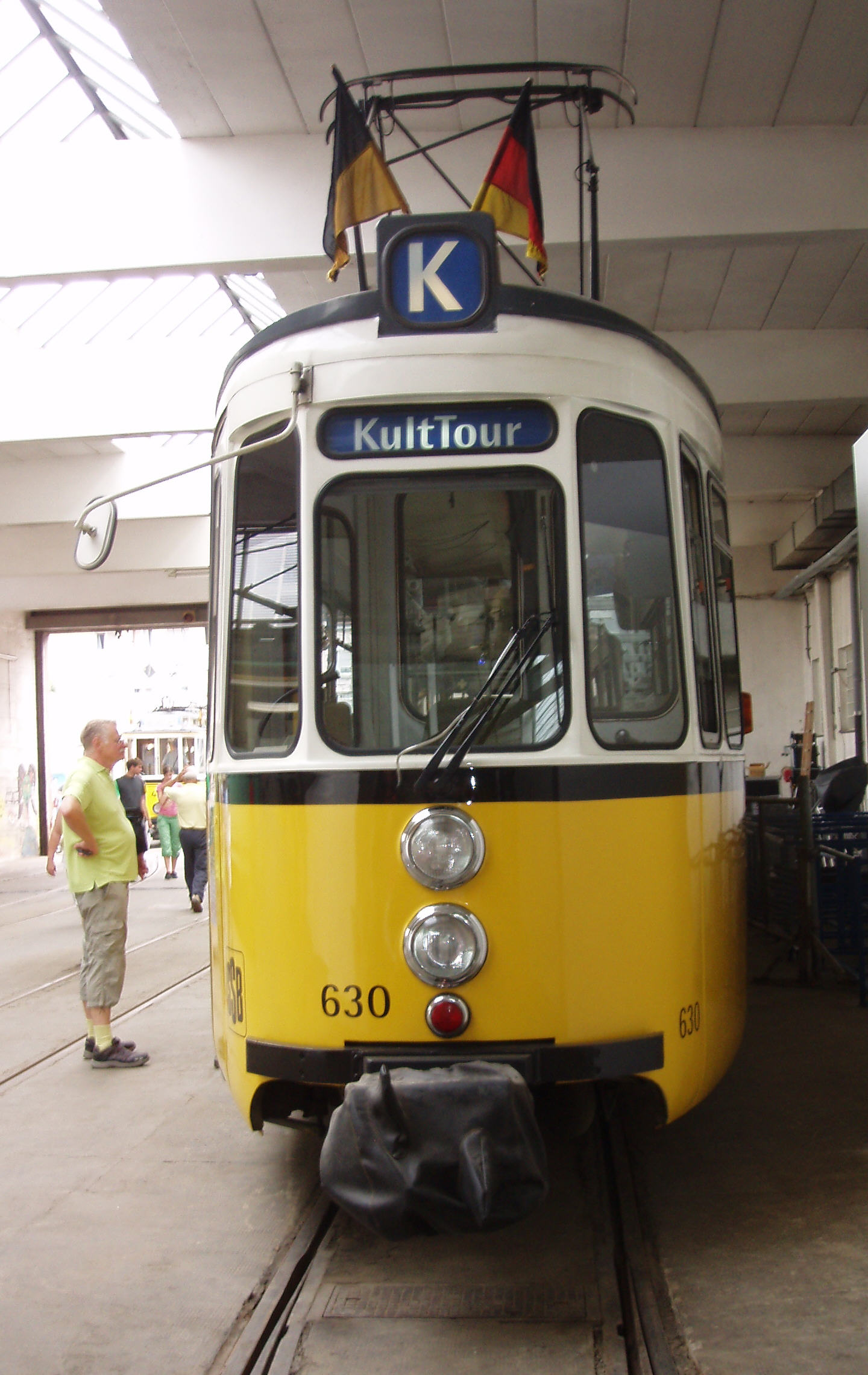
GT4 630 im Straßenbahnmuseum (2009)
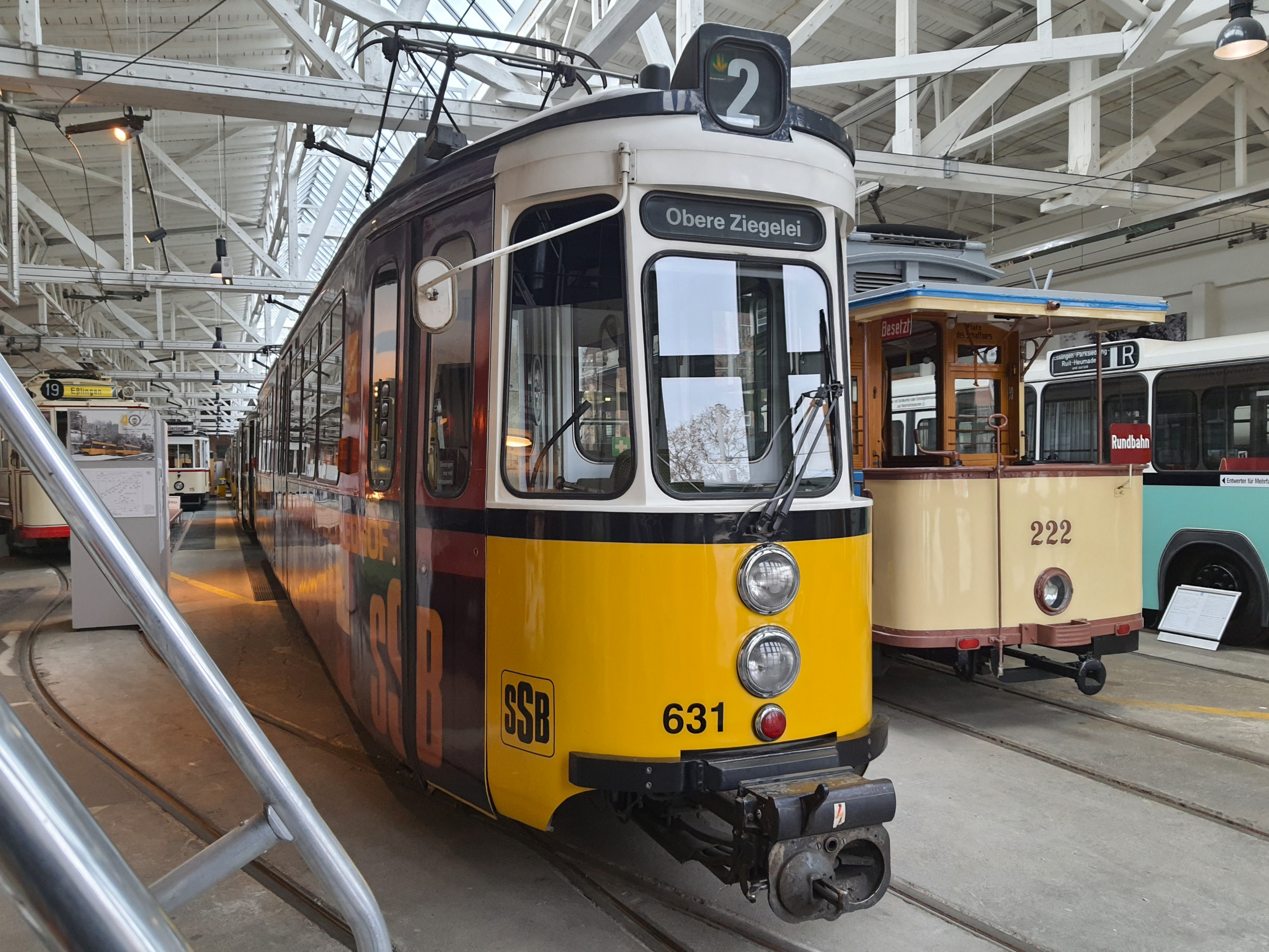
GT4 631 im Ausstellungsbereich des Straßenbahnmuseums (2023)
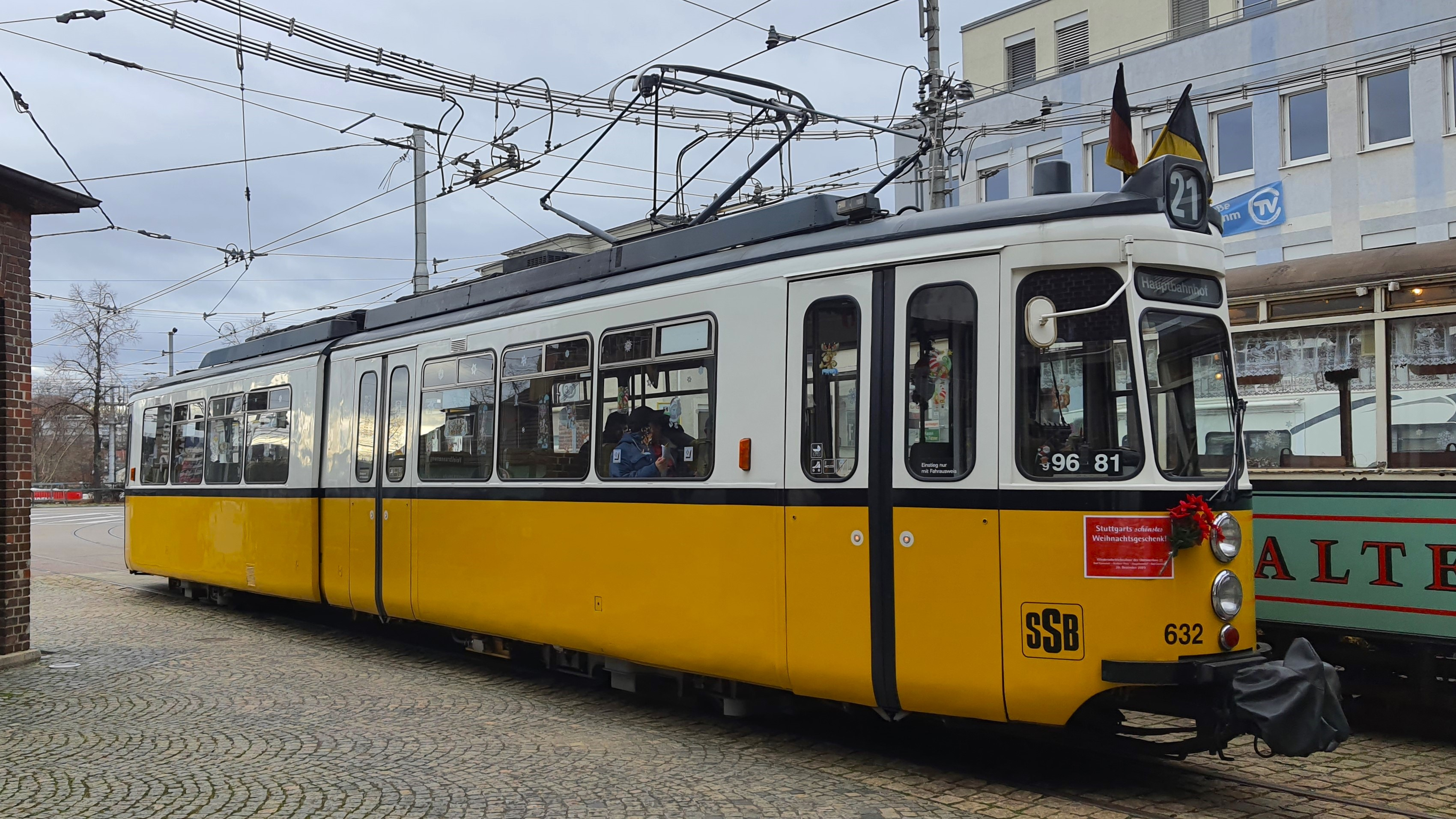
GT4 632 bei der Wiedereröffnung der Oldtimerlinie 21 (2023)
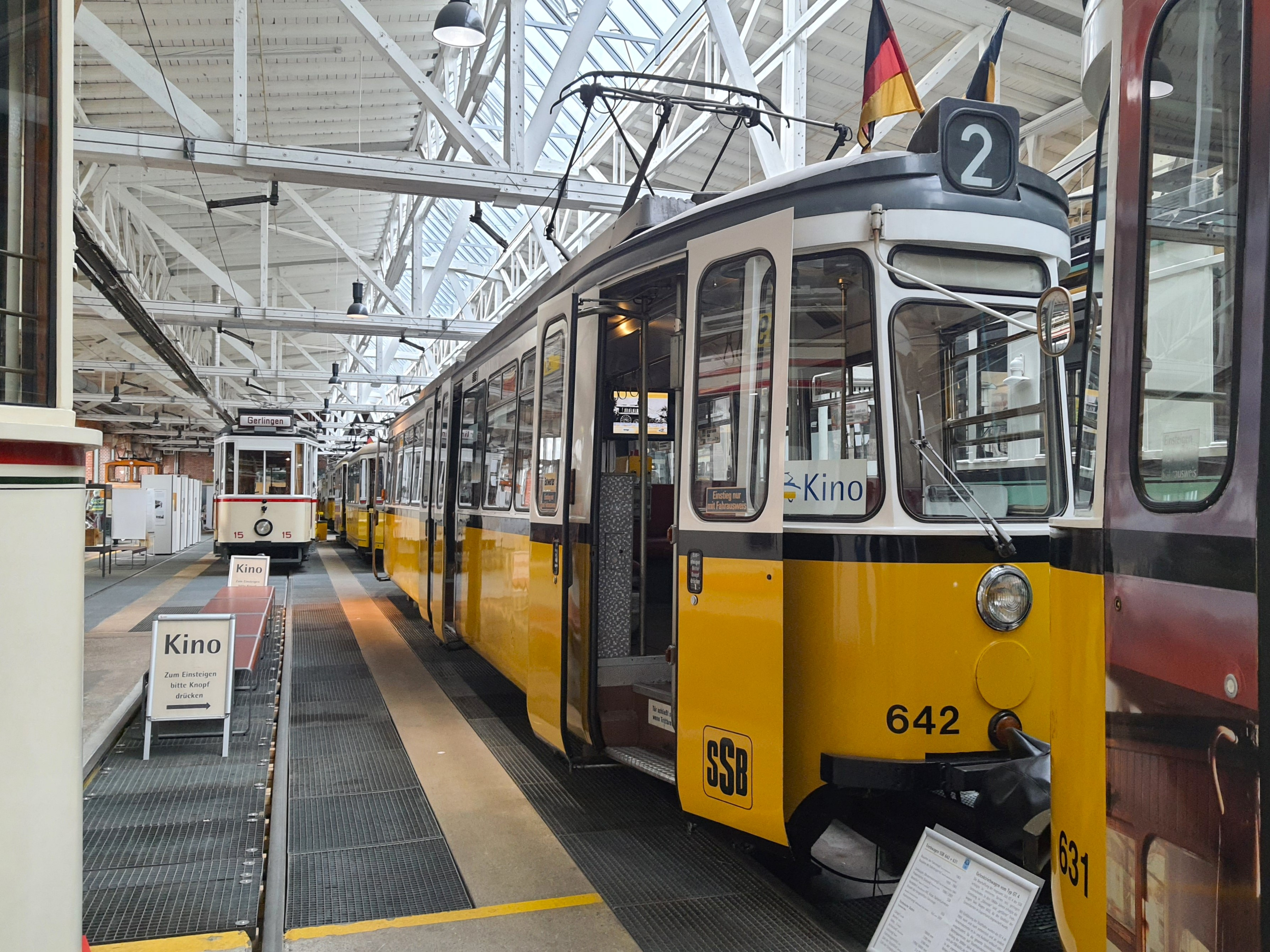
Der als Kino genutzte GT4 642 im Ausstellungsbereich des Straßenbahnmuseums
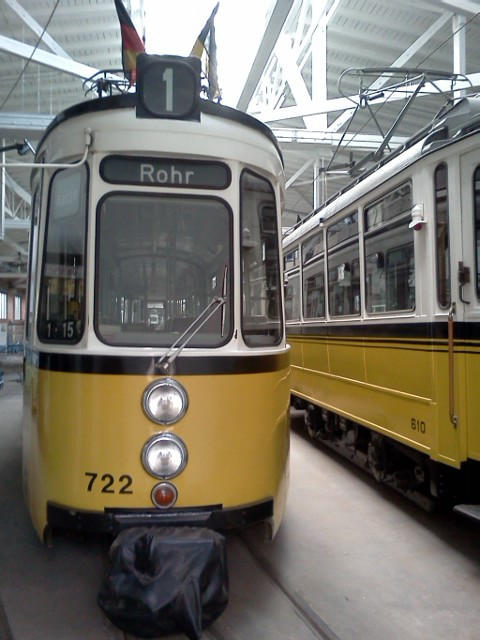
GT4 722 im Straßenbahnmuseum vor der Rückversetzung (2012)

#### Freiburg im Breisgau

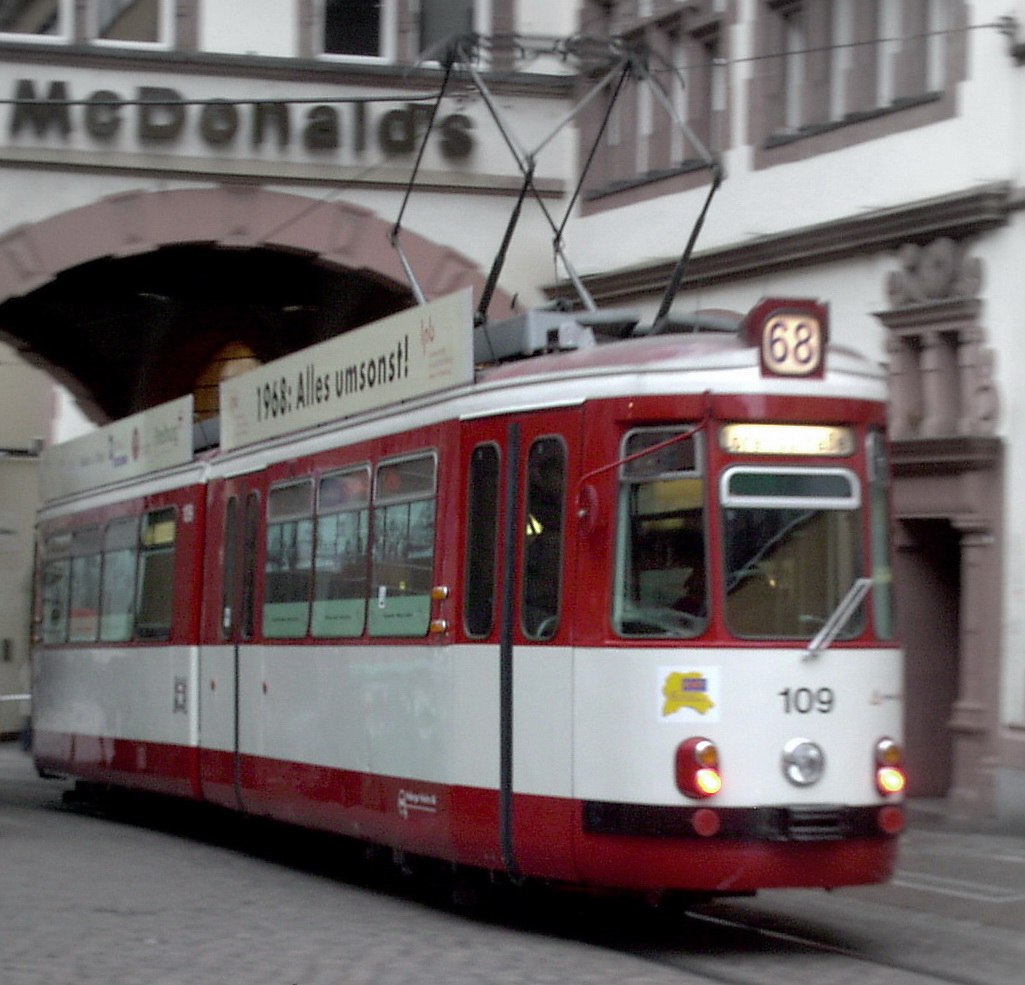
Freiburger GT4 am Martinstor

Ende der 1950er Jahre befanden sich bei der Straßenbahn Freiburg im Breisgau noch immer viele Vorkriegsfahrzeuge im Einsatz, die abgelöst werden sollten. Der zur selben Zeit entwickelte Kurzgelenkwagen GT4 erschien der Städtischen Straßenbahn auch für Freiburg geeignet. Die Freiburger GT4 wurden in vier Serien in Dienst gestellt. Die ersten sechs Züge wurden 1962 – wie die Stuttgarter Wagen – von der Maschinenfabrik Esslingen produziert und erhielten die Betriebsnummern 103–108. Sie waren noch für den Schaffnerbetrieb ausgestattet. 1966 wurden weitere fünf Fahrzeuge mit den Nummern 109–113 beschafft, die bereits für den Einmannbetrieb ausgerüstet waren. Zum selben Zeitpunkt wurde auch die erste Serie auf schaffnerlosen Betrieb umgerüstet. 1967 und 1968 ergänzten jeweils vier weitere Triebwagen (115–118 und 119–122) den Fuhrpark. Diese stellte die Waggonfabrik Rastatt her, weil die Maschinenfabrik Esslingen infolge der Übernahme durch die Daimler-Benz AG den Bau von Schienenfahrzeugen eingestellt hatte. Wagen 103 wurde 1967 in 109 umbenannt, 109 wurde zu 114.
Die GT4 bewährten sich rasch und lösten nach Ablieferung der letzten Serie die Maximumdrehgestell-Fahrzeuge der Baujahre 1927 bis 1929 ab. Auch die personalintensiven Verbandswagen der Baujahre 1951 bis 1954 wurden durch die GT4 verdrängt und schrittweise ausgemustert. Die GT4 kamen auf allen Linien zum Einsatz, auf den Linien 3 und 4 verkehrten sie mit den Verbandstyp-Beiwagen. Mit Aufgabe des Schaffnerbetriebs wurden 1981 auch die Beiwagen ausrangiert, sodass die GT4 fortan nur noch solo verkehrten. Man begann sukzessive, die Anhängerkupplungen auszubauen und die dadurch entstandenen offenen Stellen zu verblechen. Nach Auslieferung der neuen GT8 wurden die GT4 nur noch auf den damaligen Linien 1 und 2 eingesetzt. Mit Umstellung des Straßenbahnnetzes am 11. Dezember 1983 fuhren die GT4 auf den Linien 2, 3 und 4 sowie ab 1985 auch auf der Linie 5. Ab demselben Jahr wurden die ursprünglich cremefarbenen GT4 im Rahmen von Hauptuntersuchungen in die neuen VAG-Hausfarben Rot und Weiß umlackiert.
Mit der Eröffnung neuer Strecken 1983 und der Einführung der Umweltkarte 1984 stiegen die Fahrgastzahlen stark an. Da Neubaufahrzeuge kurzfristig nicht verfügbar waren, beschaffte die VAG erstmals gebrauchte Triebwagen. Man entschied sich für Stuttgarter GT4, die dort aufgrund der sukzessiven Umstellung auf normalspurigen Stadtbahnbetrieb entbehrlich wurden, und kaufte acht Fahrzeuge. Die umgangssprachlich auch als Spätzlewagen bezeichneten Fahrzeuge wurden 1985 unter den Nummern 151–158 in den Bestand eingereiht und verkehrten in Doppeltraktion hauptsächlich werktags auf der Linie 1. 1988 wurden zwei weitere Triebwagen gekauft, weil die Triebwagen 152 und 158 mit abgelaufener Hauptuntersuchung abgestellt werden mussten. Sie erhielten die Nummern 159 und 160. Alle Stuttgarter Wagen verkehrten auch in Freiburg stets in ihrer alten gelb-weißen Lackierung. 1990 wurden die Stuttgarter GT4 durch die Auslieferung der elf GT8N nicht mehr benötigt. Alle betriebsfähigen Fahrzeuge wurden noch im selben Jahr an die Straßenbahn Halle (Saale) verschenkt.
Ab 1994 wurden auch die Freiburger GT4 mit Auslieferung der 26 GT8Z überflüssig. Nach rund 30 Einsatzjahren galten sie als technisch veraltet und wurden zudem dem seit Mitte der 1980er Jahre stark gestiegenen Fahrgastaufkommen nicht mehr gerecht. Sie wurden daher abgestellt und bis auf zwei Wagen verkauft. Aufgrund ihres guten Pflegezustands fanden sich in den neuen Bundesländern Abnehmer für die in Freiburg nicht mehr benötigten GT4. Lediglich Triebwagen 107 verblieb noch einige Zeit im Bestand und wurde erst 2006 an einen Zwischenhändler verkauft. Der älteste GT4 mit der Nummer 109 (ehemals 103) blieb als Museumsstraßenbahn erhalten. 121 wurde zu einem Partywagen umgebaut.

#### Neunkirchen

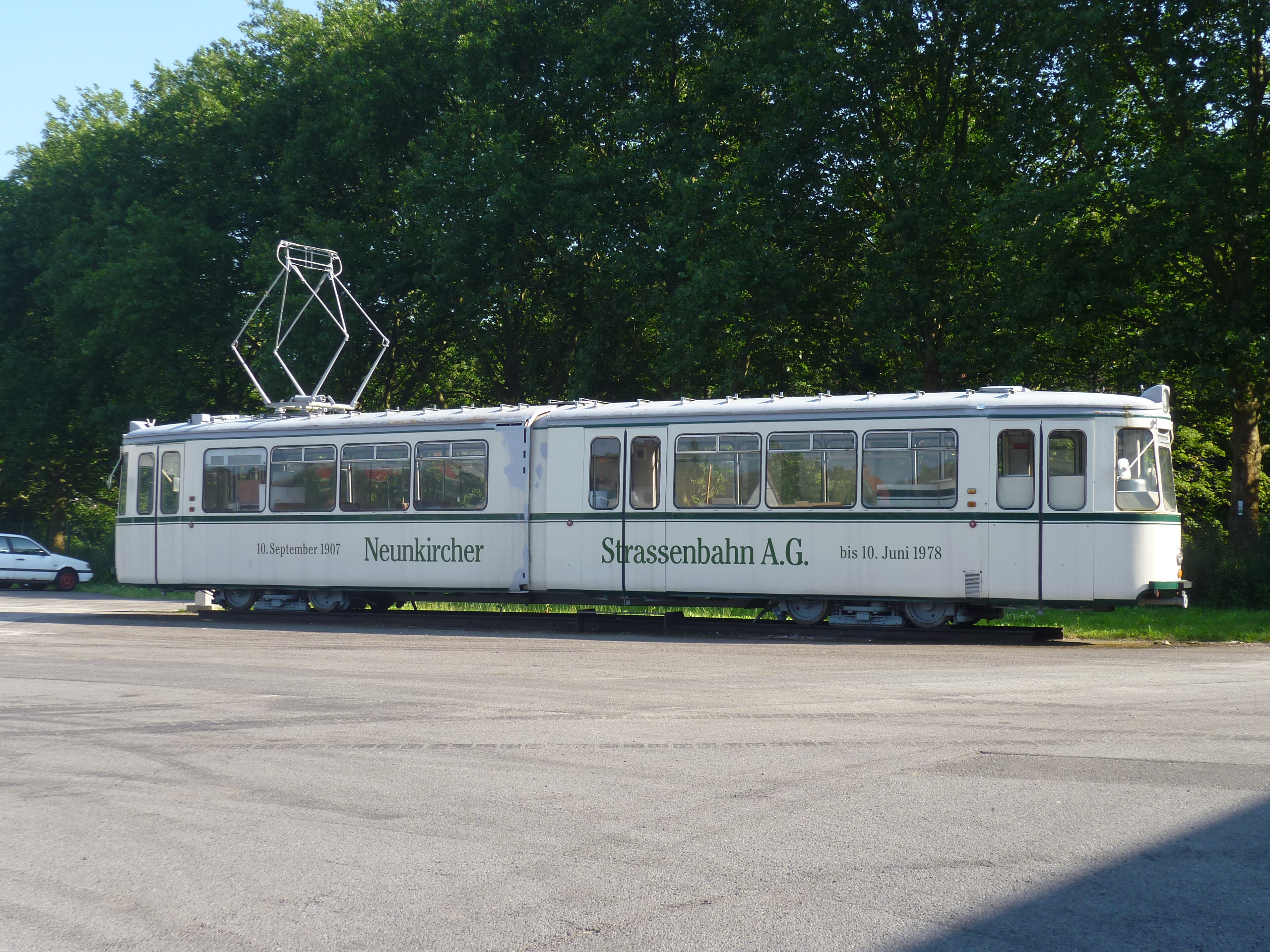
Neunkircher GT4 als Denkmal auf dem Betriebshof der örtlichen Verkehrsbetriebe

Die Neunkircher Straßenbahn beschaffte 1961 acht GT4. Ab 1964 konnten nur noch sieben Fahrzeuge verkehren, da Wagen 7 infolge eines Unfallschadens verschrottet werden musste.
Die GT4 verkehrten ab 1965 nur noch auf der 3½ Kilometer langen Strecke Steinwald – Hauptbahnhof. Dabei befuhren sie auch die damals – mit einer Steigung von elf Prozent – steilste Straßenbahnstrecke Europas durch die Hüttenbergstraße. Jeder zweite oder dritte Kurs bediente den Abzweig zum Schlachthof. Dort befand sich auch das Depot. Die relativ neuen Fahrzeuge und die beschriebene Steilstrecke führten dazu, dass der zum damaligen Zeitpunkt kleinste Straßenbahnbetrieb Westdeutschlands noch bis 1978 bestand.
Mit der Einstellung des Betriebs am 10. Juni 1978 endete auch der Einsatz der GT4. Wagen 2 wurde an das Hannoversche Straßenbahn-Museum in Wehmingen abgegeben und ist dort nach einer Aufarbeitung seit 2003 als Museumswagen im Einsatz. Ein weiterer erhaltener GT4 ist Wagen 4. Dieser stand zunächst auf dem Gelände des Neunkircher Zoos und ist inzwischen ein nicht fahrbereites Denkmal auf dem Betriebshof der Neunkircher Verkehrs-Gesellschaft. Die übrigen Wagen wurden verschrottet.

#### Reutlingen
Für die im September 1964 eröffnete Neubaustrecke nach Orschel-Hagen erhielt die Reutlinger Straßenbahn von der Maschinenfabrik Esslingen bereits im Dezember 1963 drei Zweirichtungs-GT4 mit den Nummern 59 bis 61. Für ihre Neubautriebwagen beschaffte die Gesellschaft 1964 außerdem noch zwei passende Zweiachser-Beiwagen, sie erhielten die Betriebsnummern 48 und 49.
Da die Linie 4 nach Orschel-Hagen bereits 1970 wieder eingestellt wurde, wanderten die Reutlinger GT4 damals auf das sogenannte Südnetz ab. Auf den Linien 1 nach Eningen unter Achalm und 2 nach Pfullingen verblieben sie dann bis zur Gesamteinstellung des Betriebs am 19. Oktober 1974. Anschließend erwarben die Stuttgarter Straßenbahnen die drei Wagen, verzichteten aber letztlich auf die teure Adaptierung und reichten die Fahrzeuge daher neun Jahre später – ohne Einsatz in Stuttgart – nach Ulm weiter.

#### Zürich
Vom 9. bis zum 21. April 1964 befand sich der damals fabrikneue Stuttgarter Wagen 667 zu Testzwecken bei der Straßenbahn Zürich. Dort fanden Vorführ- und Vergleichsfahrten mit dem 1960 gebauten Zürcher Prototypen 1801 statt. Hauptgrund für die Erprobung in der Schweiz waren Schallmessungen, die als Basis für die Weiterentwicklung des Antriebes für die künftige Serienfertigung dienen sollten. Das Stuttgarter Fahrzeug überzeugte dank guter Motorisierung auch vom Fahrverhalten auf Steigungsstrecken, entsprach aber mit seinen stark zugespitzten Wagenenden nicht den Zürcher Vorstellungen. So entschieden sich die Verkehrsbetriebe Zürich letztlich gegen den GT4 und beschafften alternativ ab 1966 den Typ Be 4/6 (Mirage).

### Nach Übernahme

#### Augsburg

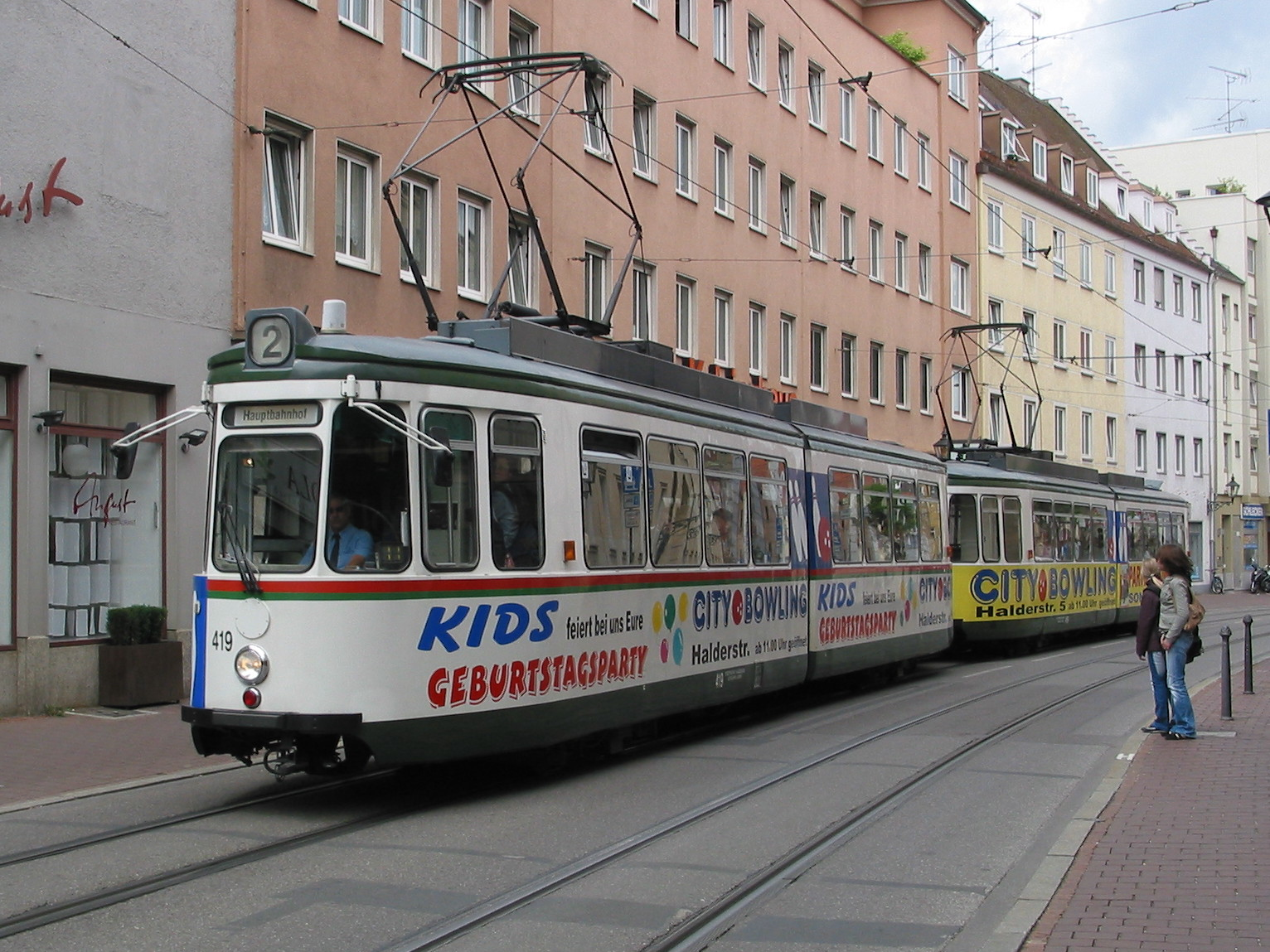
GT4 Nr. 419 der Augsburger Straßenbahn

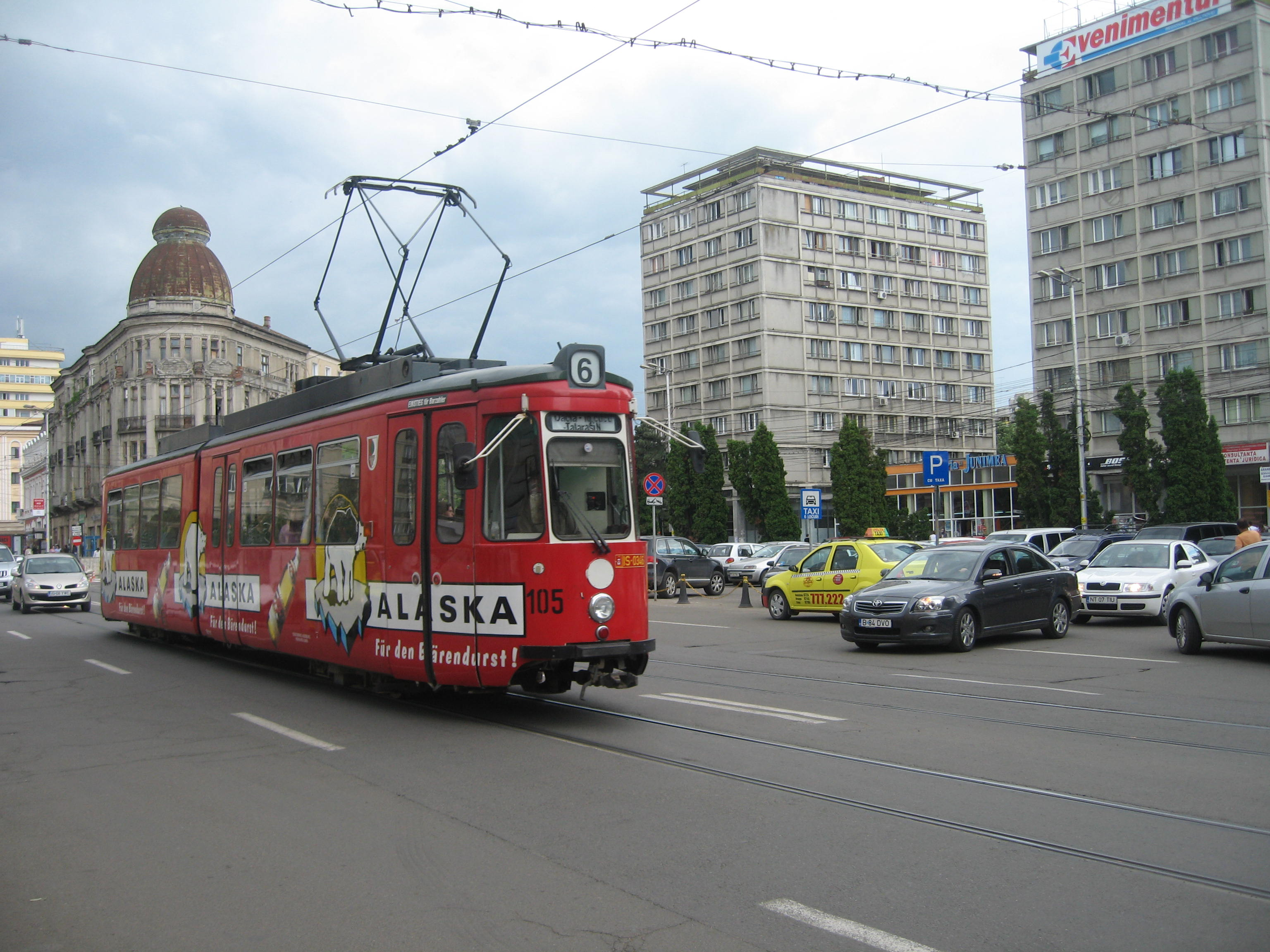
Ehemals bei der Straßenbahn Augsburg eingesetzter Wagen Nr. 420 in Iași

Zwischen 1991 und 1996 übernahmen die Stadtwerke Augsburg – Verkehrsbetriebe, später – Verkehrs GmbH, heute Augsburger Verkehrsgesellschaft mbH (AVG) insgesamt 43 GT4 von der SSB. Sie ersetzten einerseits einen Teil der GT5, andererseits wurden sie benötigt, um ausreichend Fahrzeuge für die damals neue Linie 3 zu besitzen und einen 5-Minuten-Takt auf allen Linien anbieten zu können. Zunächst wurden bis 1992/93 aus Stuttgart übernommene nicht modernisierte Beitriebwagen in zehn führende und zehn geführte Triebwagen – sogenannte Beitriebwagen – in den eigenen Werkstätten umgebaut und teilmodernisiert (v. a. neue Stoffpolsterung der Sitze, Anstrich in Augsburger Farben); sie wurden unter den Nummern 401 bis 410 bzw. 451 bis 460 geführt. Drei Wagen blieben im Stuttgarter Originalzustand und dienten als Ersatzteilspender.
Für die neuerbaute und im April 1996 eröffnete Linie 3 wurden weitere zehn führende und zehn Beitriebwagen durch die Mittenwalder Gerätebau GmbH vollständig modernisiert, da die bestellten AdTranz GT6M nicht rechtzeitig geliefert werden konnten. Sie trugen die Nummern 411 bis 420 bzw. 461 bis 470 und waren ursprünglich bereits in Stuttgart modernisierte Wagen (erkennbar an den beiden schmalen Fenstern hinter der Fahrerkabine).
Die modernisierten Wagen erhielten unter anderem eine geänderte Inneneinrichtung, bei der die Sitze jetzt überwiegend in Fahrtrichtung angeordnet waren. Für den Einsatz in Augsburg erhielten die GT4 ferner das Zugbeeinflussungssystem ZUB 100 / ZUB 200, das in Stuttgart den S-DT8 vorbehalten war. Sie verfügten somit über eines der modernsten punktförmigen Zugbeeinflussungssysteme in Deutschland. Eine weitere Modifikation war der Ausbau des Führerstandes in den Beitriebwagen, so dass lediglich ein Hilfsfahrerstand verblieb.
Die GT4 verkehrten in Augsburg fast ausschließlich in Doppeltraktionen aus einem Trieb- und einem Beitriebwagen. Hierbei waren die modernisierten beziehungsweise teilmodernisierten Züge meist artrein gekuppelt. Abweichungen gab es nur anlässlich von Defekten oder Unfällen, ebenso als ein Teil der Beitriebwagen ausfiel und einige führende Triebwagen solo auf der damals noch nicht verlängerten Linie 2 zum Einsatz kamen. Auf ihr konnten damals keine GT4-Züge verkehren, da diese zu lang für die als Wendedreieck genutzte Wagenhalle Kriegshaber bzw. die noch nicht umgebaute Haltestelle Wertachbrücke waren. Die erste Serie GT4 wurden zunächst auf der Linie 1, später mit der zweiten Serie auf den Linien 3, 4 sowie auf der damaligen Messelinie E 3 (heute Messelinie 9) eingesetzt, ab 2001 auch regelmäßig auf der Linie 2. Nach vollständiger Inbetriebnahme der Combinos verkehrten die GT4 nicht mehr auf der Linie 1 und der Messelinie.
Sechs Paare und der letzte Ersatzteilspender wurden Ende 2003 verschrottet. Wegen der kurzfristigen Abstellung einiger Züge vom Typ Siemens Combino wurden bereits abgestellte GT4 ab März 2004 wieder eingesetzt, ab Mai nur noch Züge der zweiten Serie. Fünf Paare (vier Garnituren original und eine Garnitur modernisiert: 413/468) wurden im April 2004 nach Iași in Rumänien verkauft. Im selben Jahr musste Wagen 414 wegen eines Unfallschadens als Ersatzteilspender abgestellt und später verschrottet werden.
Anfang 2006 befanden sich noch acht betriebsfähige Paare sowie ein nicht mehr betriebsfähiges Paar im Bestand der Straßenbahn Augsburg, obwohl fast alle Combinos wieder eingesetzt werden konnten. 2008 schied ein weiterer GT4 (464) infolge eines Unfallschadens aus dem Plandienst aus. Als Ersatz wurde die GT4-Garnitur 415/463 wieder betriebsfähig gemacht, sodass wieder acht GT4-Garnituren für den Fahrgasteinsatz zur Verfügung standen.
Sieben der acht Augsburger Garnituren wurden Ende Februar 2009 – bereits vor der offiziellen Ausmusterung – nach Iași in Rumänien verkauft. Wegen eines Unfalls konnte Wagen 419 allerdings nicht wie geplant nach Iași geliefert werden. Der Wagenkasten wurde in Augsburg verschrottet; die restlichen Teile gingen als Ersatzteile nach Iași. Als Ersatz für den verschrotteten GT4 wurde der Augsburger GT8 805 ebenfalls mit den GT4 nach Iași abgegeben.
Die Garnitur 411/461 verblieb als – derzeit nicht betriebsfähiger – Museumszug der Freunde der Augsburger Straßenbahn in Augsburg; die übrigen Wagen wurden verschrottet.

#### Ulm

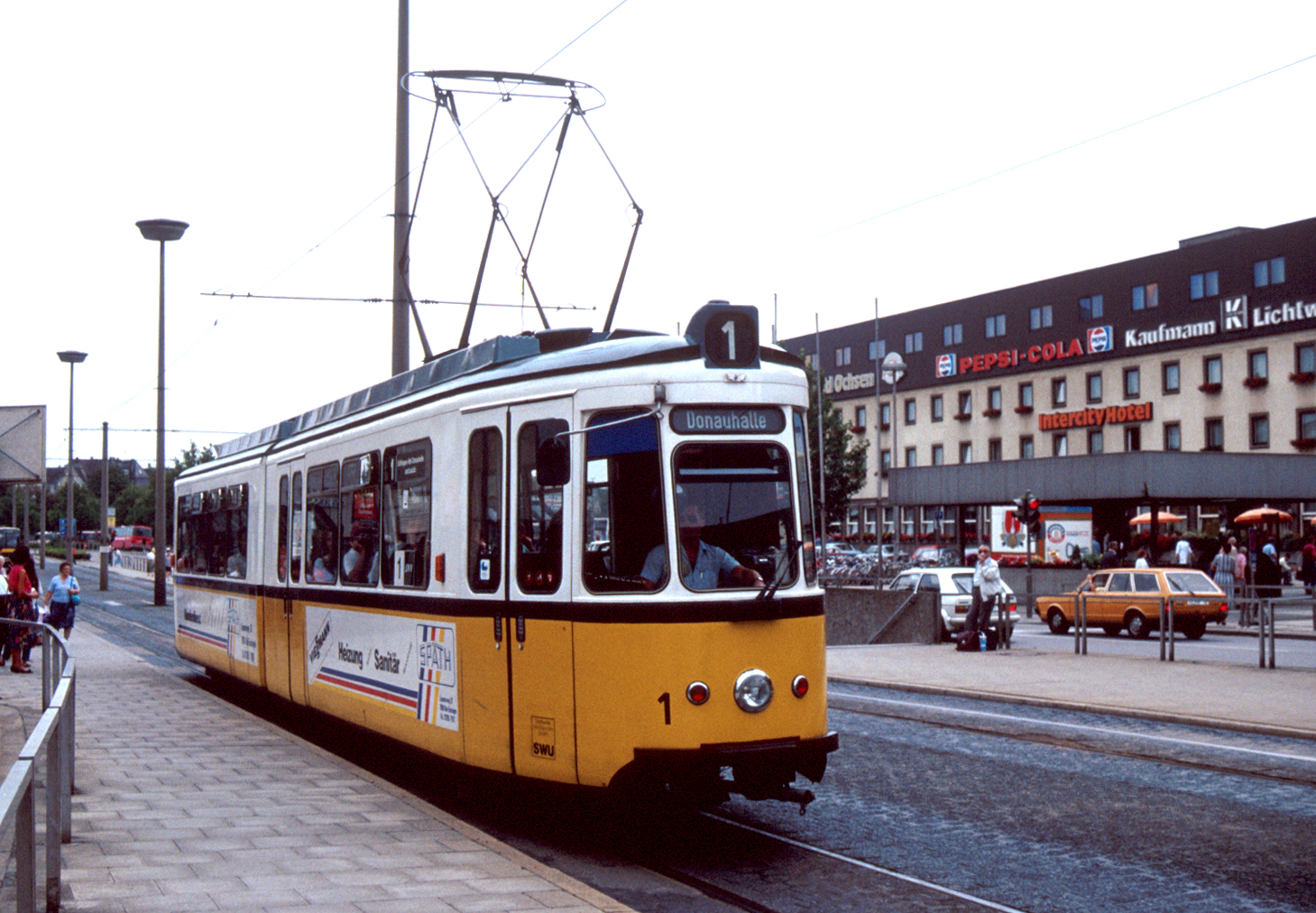
GT4 am Ulmer Hauptbahnhof (1985)

In den Jahren 1981 bis 1983 wurden zunächst drei Reutlinger GT4 beschafft. Die Zweirichter wurden in Einrichtungswagen umgebaut und ab 1985 im Probebetrieb eingesetzt. Da die Fahrzeuge geeignet erschienen, entschied sich die Ulmer Straßenbahn, 14 Stuttgarter GT4 anzukaufen.
Die neuen GT4 ersetzten die drei Reutlinger GT4 und zehn ebenfalls von der Maschinenfabrik Esslingen gefertigte Großraumwagen des Typs GRW4, die seit 1958 in Ulm verkehrten. Alle Reutlinger Wagen wurden 1988 verschrottet.
Die Stuttgarter Wagen verkehrten typenrein auf der einzigen Linie von Söflingen zur Donauhalle.
2003 wurden die GT4 durch die Auslieferung von acht Fahrzeugen des Typs Siemens Combino überflüssig. Am 26. Juli schieden die letzten Wagen aus dem Plandienst aus. 13 GT4 wurden am 25. September 2003 per Bahn nach Arad abgegeben. Wagen 10 blieb als Museumsfahrzeug in Ulm erhalten.

#### Halle (Saale)
Ab 1990 beschaffte die Hallesche Verkehrs-AG (HAVAG) insgesamt 41 Stuttgarter GT4; zwei davon dienten als Ersatzteilspender. 30 Wagen gelangten direkt aus Stuttgart nach Halle; die restlichen neun waren zuvor fünf Jahre als Gebrauchtwagen in Freiburg im Einsatz und wurden von der VAG kostenlos zur Verfügung gestellt. Die Fahrzeuge sollten den Wagenpark vorübergehend bis zur Lieferung neuer Niederflurwagen verstärken. Da Wagen 852 infolge eines Unfalls verschrottet werden musste, befanden sich ab 1992 nur noch 38 Züge im Einsatz.
In den Jahren 1993 bis 1995 wurden alle Fahrzeuge einer Hauptuntersuchung bei der Mittenwalder Gerätebau GmbH unterzogen. Damit verbunden waren die Modernisierung des Innenraums und eine neue rot-silbergraue Farbgebung. Da die Straßenbahn Halle ab 1996 eine zweite Serie mit insgesamt 60 Fahrzeugen des Typs MGT6D erhielt, wurden bereits 1999 die ersten sechs GT4 abgestellt und zusammen mit fünf weiteren Fahrzeugen Anfang 2002 verschrottet.
2003 schieden die letzten Wagen mit der Eröffnung der Neubaustrecke zur Soltauer Straße am 21. März selben Jahres aus dem Plandienst aus. Auf die GT4 konnte verzichtet werden, da die zuvor meist in Doppeltraktion auf der Linie 2 eingesetzten MGT6D durch die neue Wendeschleife an der Soltauer Straße gleichmäßig solo auf alle Linien verteilt wurden. Nach einer Abschiedsfahrt am 22. März 2003 verkaufte die HAVAG alle 27 verbliebenen Fahrzeuge nach Iași.

#### Nordhausen

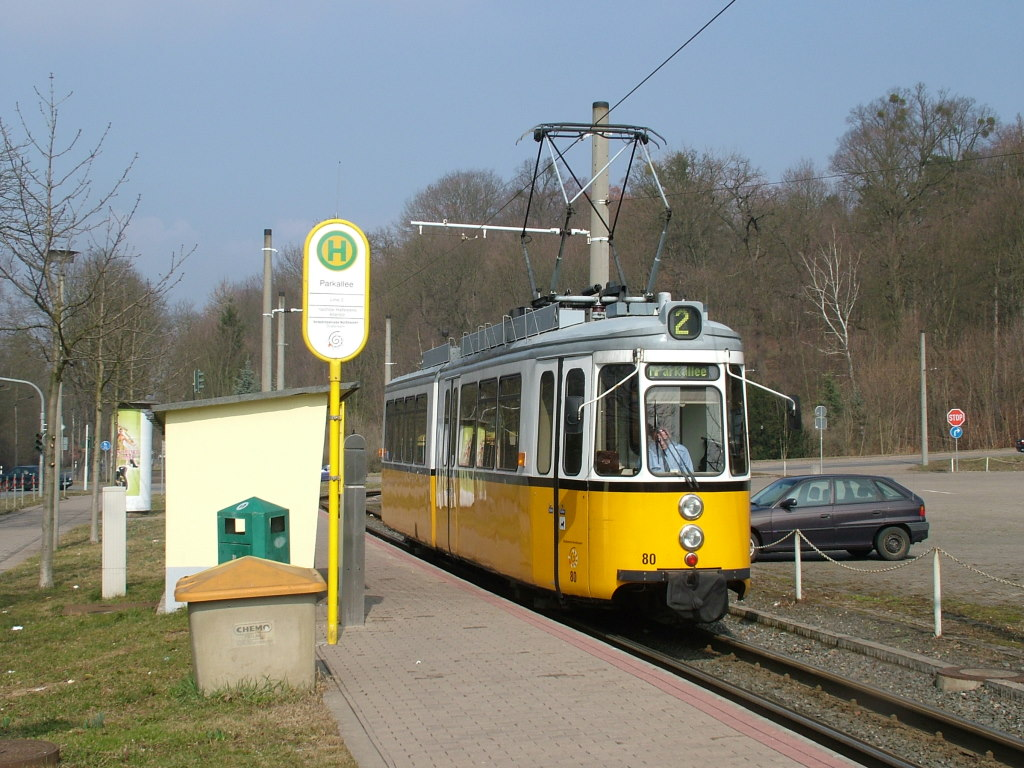
GT4 in Nordhausen

Auch die Straßenbahn Nordhausen beschaffte 1991 eine Serie Stuttgarter GT4. Vier der insgesamt zwölf Wagen erhielten eine Modernisierung. Die neuen Fahrzeuge ersetzten die Gothawagen der Baujahre 1959/1960. 1995 erhielt Nordhausen insgesamt sieben weitere Wagen aus Freiburg in Zweirichtungsausführung; drei davon dienten als Ersatzteilspender.
2002 begann der Bau einer Verbindung des Straßenbahnnetzes mit den Strecken der Harzer Schmalspurbahnen (HSB). Da eine Elektrifizierung der Harzquerbahn abgelehnt wurde, sollte die neue Linie mit Hybridfahrzeugen betrieben werden. Zunächst wurde Wagen 94 von 1995 bis 1998 zur Erprobung diverser Techniken eingesetzt. 1999 wurde Wagen 72 als erster Prototyp mit einem 5-Zylinder-PKW-Dieselmotor ausgestattet. Der GT4 wurde unter dem Namen „Twino“ am 3. Juni 2000 als erster Hybridwagen vorgestellt.
Mit der Auslieferung neuer Fahrzeuge des Typs Siemens Combino begann ab 2001 die Ausmusterung der Wagen. Die Wagen 73, 74 und 76 wurden 2001 verschrottet. Zwei Jahre später wurden 91 und 92 nach Halberstadt abgegeben. Der Hybrid-GT4 72 diente der Igeno Schienenfahrzeuge GmbH in Niedersachswerfen von 2005 bis 2015 als Ausstellungsstück. Wagen 75 wurde 2005 an eine Gaststätte verkauft. Die GT4 77 und 82 wurde 2006 verschrottet; Wagen 93 folgte zwei Jahre später. Wagen 78 wurde 2009 als Vereinsraum für die Straßenbahnfreunde zur Verfügung gestellt, dort allerdings bereits im Folgejahr verschrottet.
Folglich verblieben für die letzten Betriebsjahre drei Stuttgarter (79–81) und ein Freiburger Wagen (94). Mit der Inbetriebnahme von zwei weiteren Combinos im Jahr 2011 endete der planmäßige GT4-Einsatz. Eine Abschiedsfahrt fand am 28. Februar 2012 statt. Wagen 79–81 wurden 2012 nach Iași verkauft; ein Jahr später erfolgte die Verschrottung des Wagens 94.

#### Halberstadt

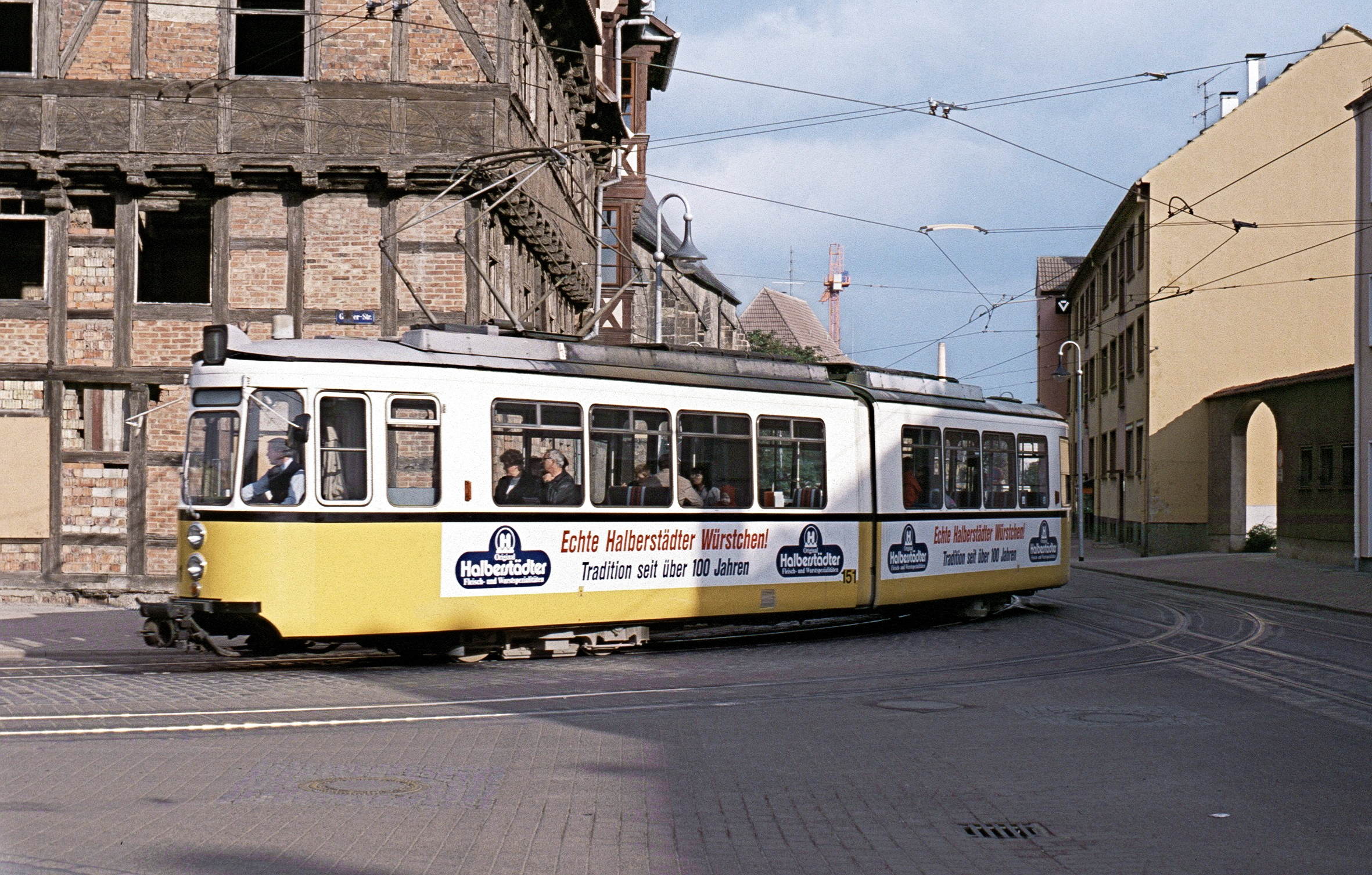
ER-GT4 151 (ex Stuttgart 719) in Halberstadt vor der Neulackierung (1992)

Nach der politischen Wende suchte die Halberstädter Straßenbahn nach neuen Fahrzeugen, um die veralteten Reko- und Gothawagen zu ersetzen. In den Jahren 1991 bis 1994 wurden zunächst zehn GT4-Einrichtungswagen (151–160) aus Stuttgart übernommen. Durch die Übernahme sechs weiterer Zweirichtungs–GT4 aus Freiburg (161–166) konnten alle Altbauwagen ersetzt werden.
2003 ersetzten zwei modernisierte Freiburger GT4 (167–168), die zuvor in Nordhausen eingesetzt wurden, einen Teil der Stuttgarter Wagen. So konnten 151–154 und 157–158 verschrottet werden. Zudem schied Wagen 165 im Jahr 2004 infolge eines Unfallschadens aus dem Plandienst aus.

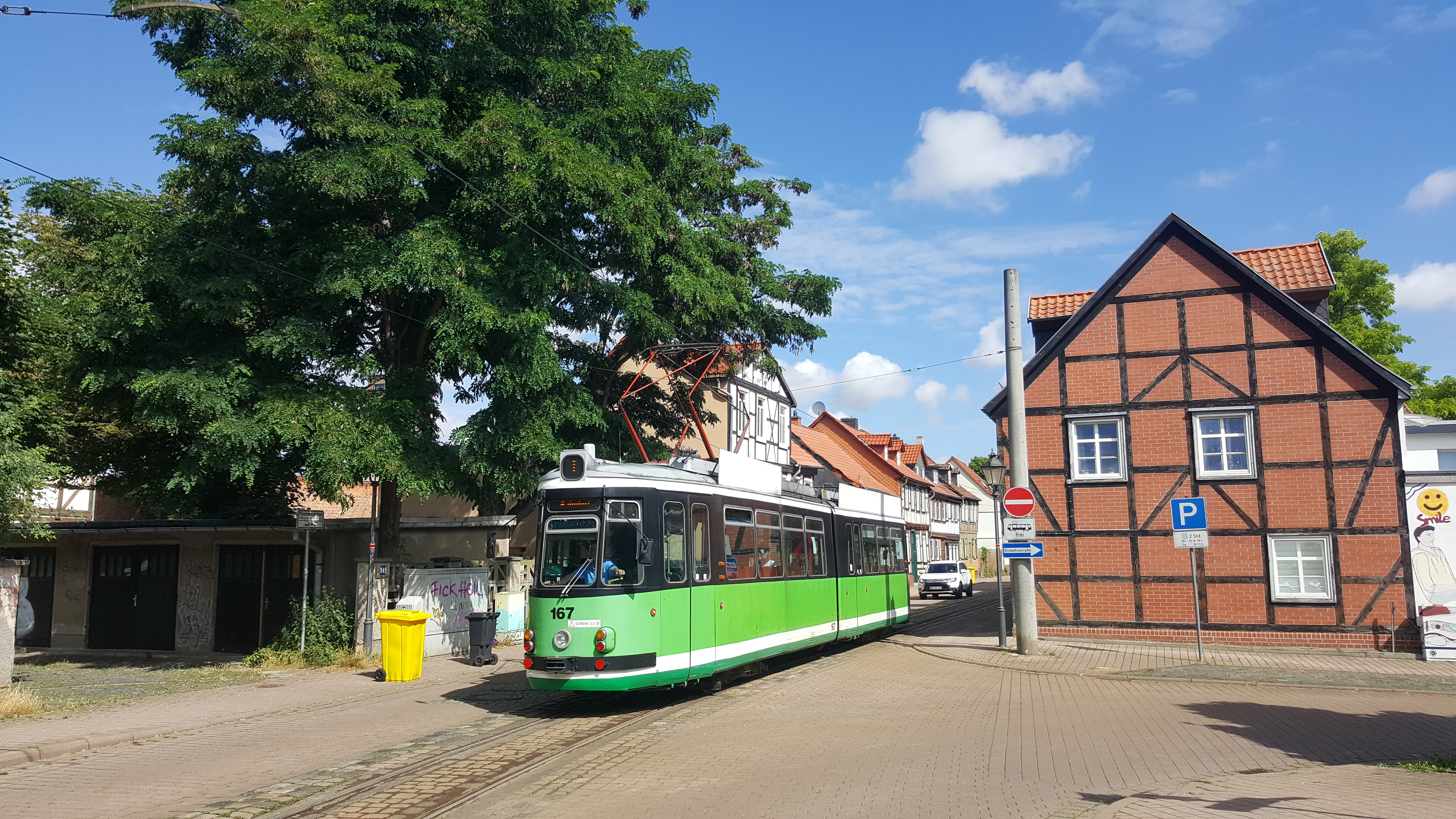
ZR-GT4 167 (ex Freiburg 110) in Halberstadt (2021)

Mit der Auslieferung fünf neuer Niederflur-Gelenkwagen vom Typ Leoliner im Jahr 2007 endete der Einsatz für fünf weitere GT4. 155, 159+160 und 163 wurden in den Folgejahren verschrottet, Wagen 166 wurde zur Kinderbahn umfunktioniert. 161 dient seit Ende 2010 als Gleispflegewagen.
Seitdem verkehren die GT4 in der Regel nur bei Ausfällen eines oder mehrerer Leoliner. Hierfür werden der Stuttgarter Wagen 156 und die drei Freiburger Fahrzeuge 164, 167 und 168 vorgehalten. Halberstadt ist somit der letzte Straßenbahnbetrieb Deutschlands, der noch GT4 gelegentlich im Liniendienst einsetzt.

#### Brandenburg an der Havel
1997 trafen die ehemaligen Freiburger GT4 116–118 in Brandenburg an der Havel ein. Sie dienten als Ersatz für die Gothawagen und verkehrten vor allem auf der Überlandstrecke Anton-Saefkow-Allee – Kirchmöser-West. Die Zweirichtungsfahrzeuge konnten zudem im Pendelverkehr bei Baustellen eingesetzt werden. Nach Stilllegung der Strecke nach Kirchmöser am 28. September 2002 wurden die drei GT4 im Betriebshof in der Bauhofstraße abgestellt und ein Jahr später verschrottet.

#### Arad

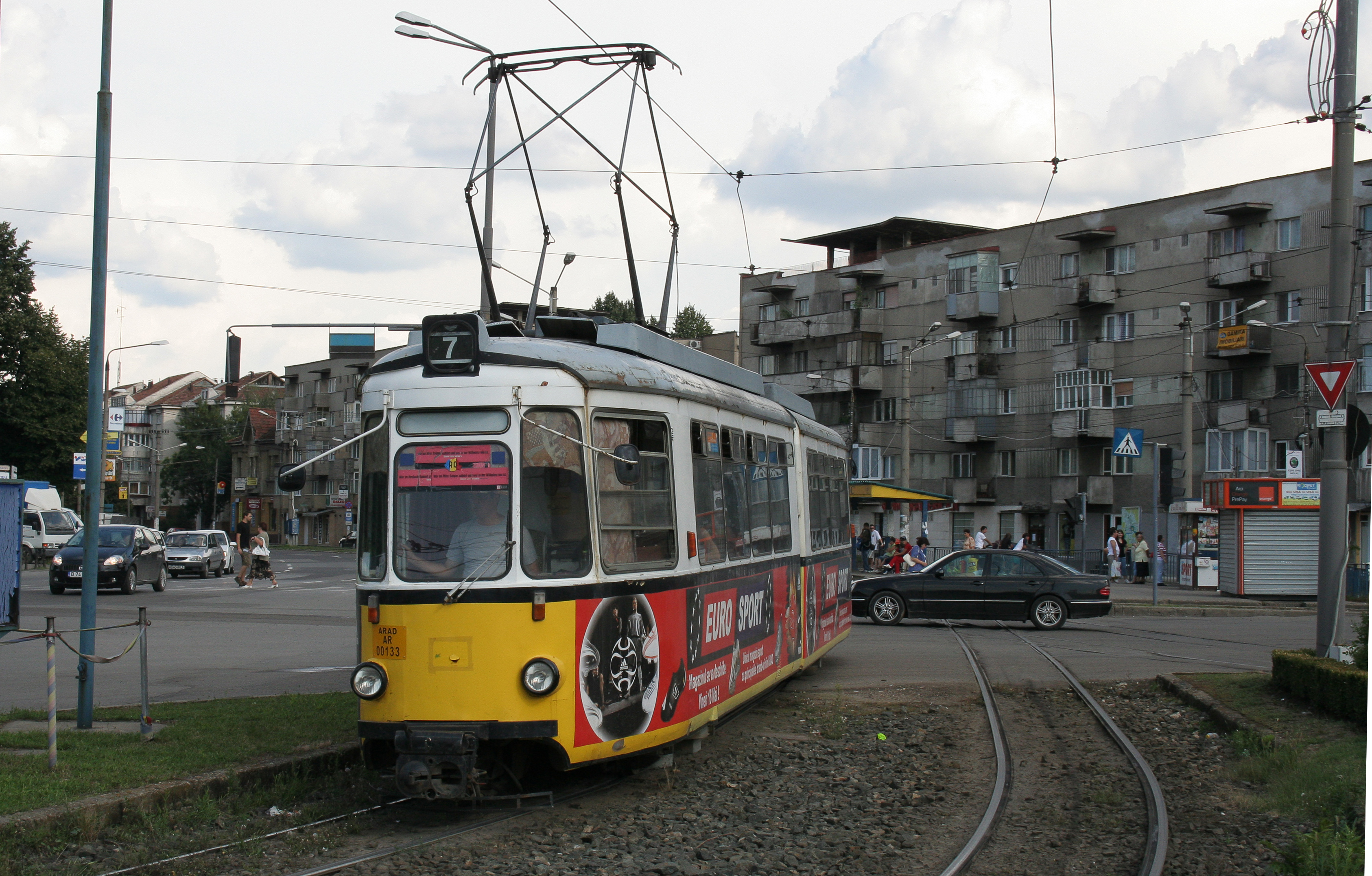
GT4 633 (ex Stuttgart) auf der Piața Podgoria in Arad

Zwischen 1995 und 2003 erhielt die Straßenbahn Arad insgesamt 45 Stuttgarter GT4, 32 direkt von der SSB und 13 von der Ulmer Straßenbahn. Die zuvor in Ulm eingesetzten Wagen werden unter den Betriebsnummern 01–09 und 011–014 geführt, während die direkt aus Stuttgart übernommenen Wagen ihre alten SSB-Nummern behielten. Die GT4 waren bis Mitte der 2010er Jahre im Depot Micãlaca beheimatet, bevor sie aufgrund der Schließung des Depots in den Betriebshof U.T.A. umzogen. 
Durch Fahrzeugschäden sowie die Auslieferung neuer Fahrzeuge ab 2014 ging der Bestand einsatzfähiger GT4 kontinuierlich zurück. Im Jahr 2025 waren noch ein Ulmer (Nummer 08) sowie drei Stuttgarter GT4 (494, 608 und 697) betriebsfähig. 

#### Iași

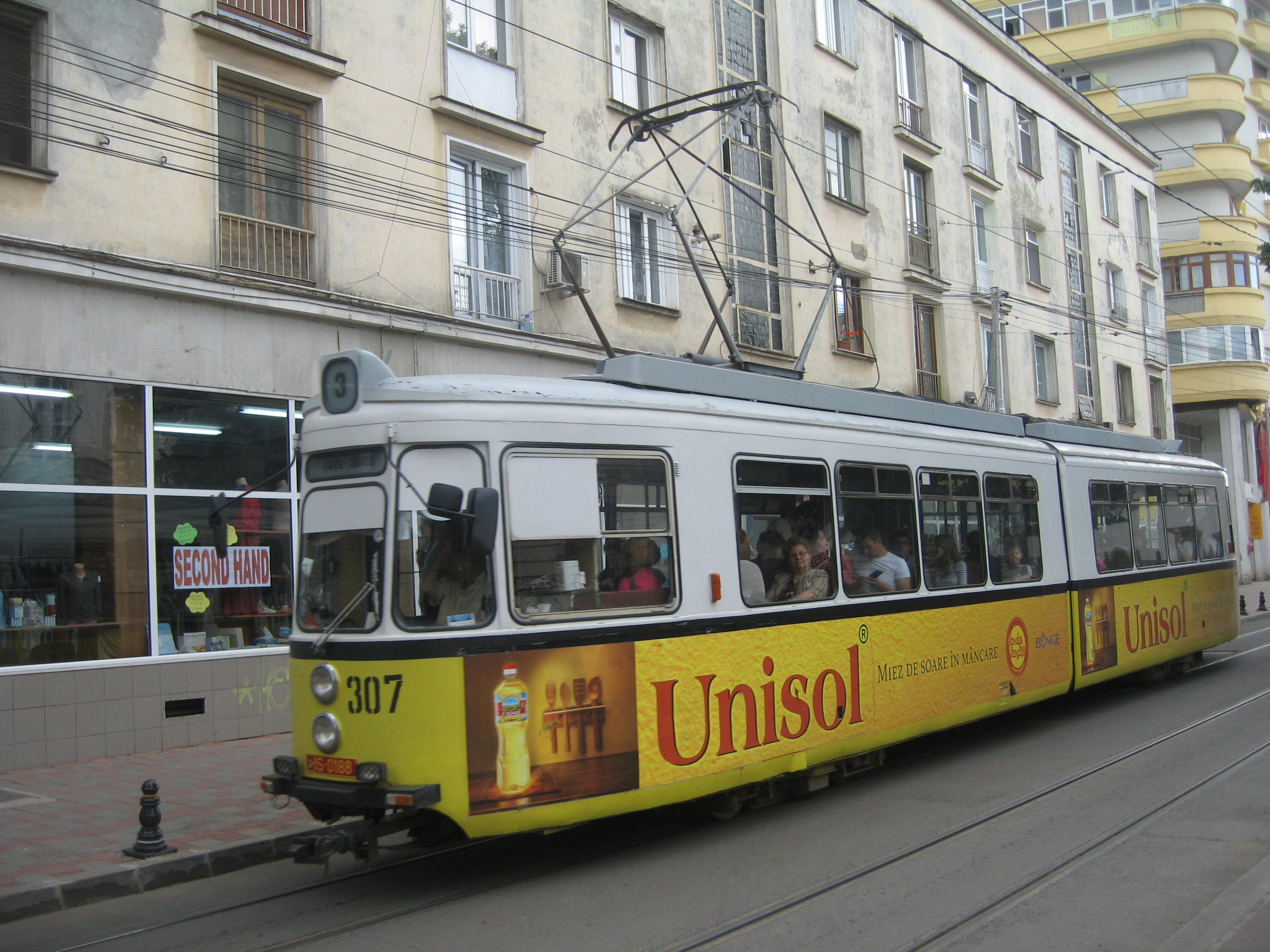
GT4 (ex Stuttgart 620) in Iași

Die Straßenbahn Iași beschaffte ab 1997 insgesamt 108 Stuttgarter GT4. 58 Wagen wurden direkt von der SSB übernommen; 27 Fahrzeuge wurden zuvor in Halle eingesetzt. Die restlichen 23 GT4 lieferte die Straßenbahn Augsburg in zwei Serien in den Jahren 2004 und 2009. Mit über 100 Fahrzeugen ist die Regia Autonomă de Transport Public Iaşi (RATP) seit Einstellung des meterspurigen Straßenbahnnetzes in Stuttgart das Verkehrsunternehmen mit den meisten GT4 im planmäßigen Fahrgasteinsatz.

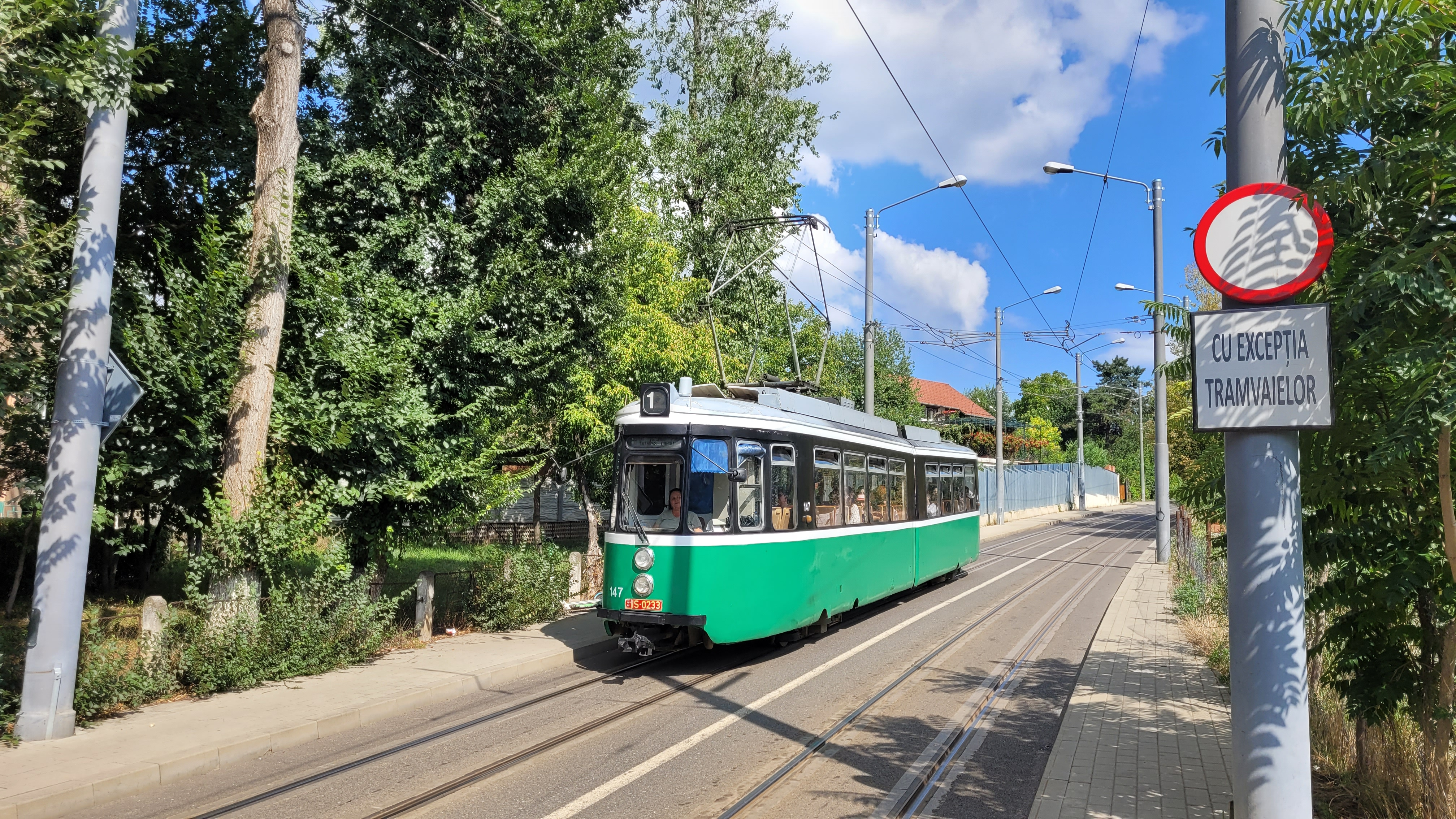
GT4 147 (ex Freiburg 152) in Iași (2024)

In Iași waren sie in den drei Lackierungsvariationen ihrer Vorbesitzer anzutreffen: gelb (ex Stuttgart), rot (ex Halle) und weiß mit grünen Zierstreifen (ex Augsburg). Ein Teil der Fahrzeuge behielt zudem seine deutschsprachige Werbung. Außerdem erhielten einige GT4 eine abweichende Lackierung. 
Anfang 2013 wurde der GT4 302 von der Bukarester Firma Electroputere VFU Paşcani modernisiert und Ende Juni 2013 der Öffentlichkeit vorgestellt. Die Erneuerung umfasste ein neues Antriebs- und Traktionssystem, ein moderneres äußerliches Design und eine Klimaanlage. Nach damaligen Plänen sollte mit Hilfe von Fördergeldern der Europäischen Union die gesamte Straßenbahnflotte für insgesamt 80 Millionen Euro modernisiert werden. Aus verschiedenen Gründen kam es jedoch zum Abbruch des Projekts. Triebwagen 302 wurde 2017 abgestellt, eine Wiederinbetriebnahme ist fraglich. 
In einer Kooperation zwischen dem Verkehrsbetrieb C.T.P. Iași, der Universität sowie des Vereins Tramclub Iași entstanden ab 2013 mehrere "Themenbahnen", welche in einer speziellen Lackierung auf unterschiedliche Themen aufmerksam machen und das Image der Straßenbahn verbessern sollen. Ende der 2010er Jahre wurde damit begonnen, alle übrigen GT4 in einem einheitlichen, grün-schwarz-weißen Farbschema zu lackieren.
Nach der Auslieferung neuer Niederflurwagen konnten bis 2022 alle unmodernisierten GT4 abgestellt und anschließend verschrottet werden. Auf die Fahrzeuge, welche in Stuttgart, Halle oder Augsburg eine umfangreiche Modernisierung durchlaufen haben, kann dagegen noch nicht verzichtet werden. Sie werden auf allen Linien eingesetzt. 

#### Kōchi und Fukui

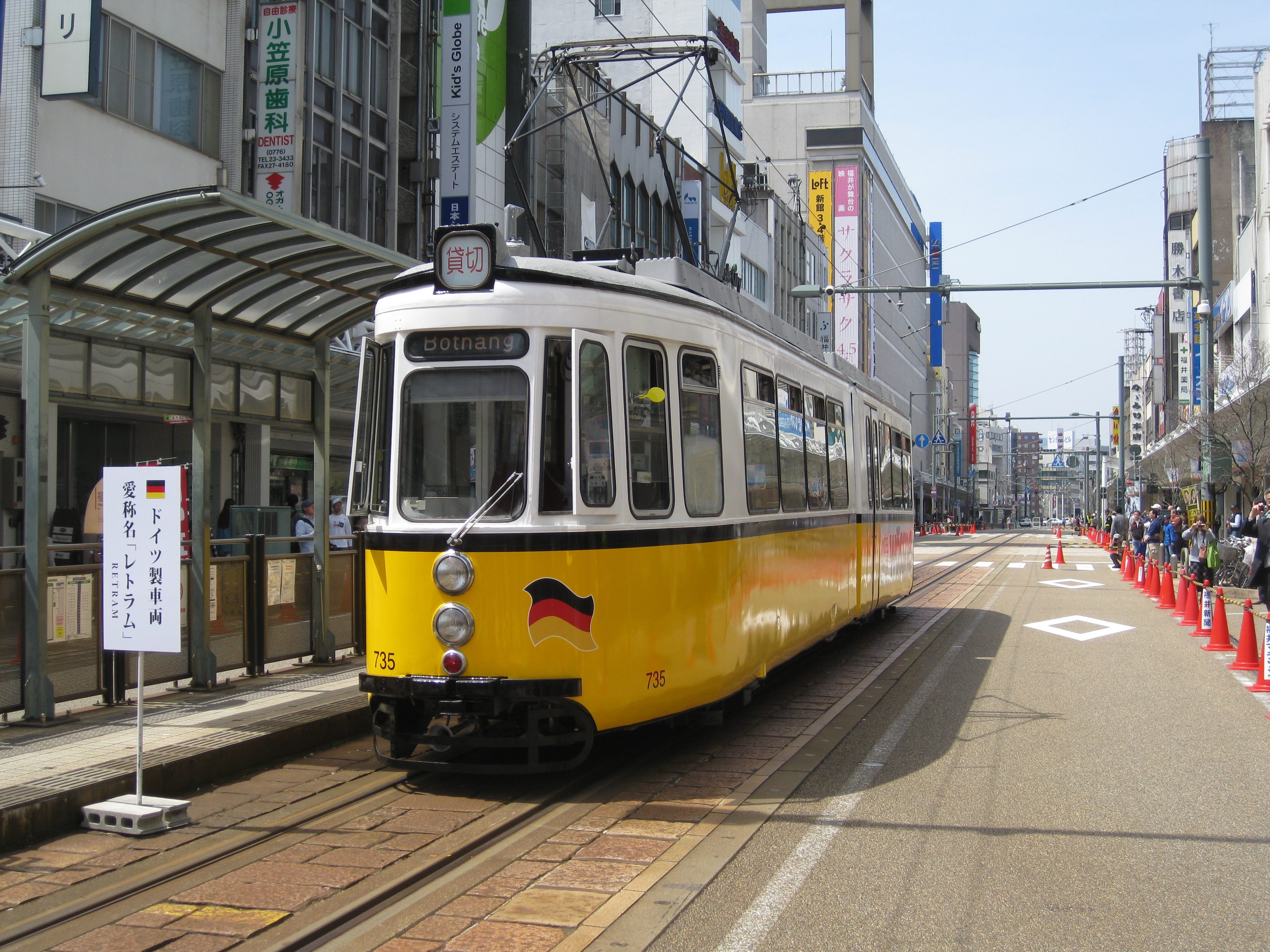
GT4 735 in Fukui im April 2014

Ende November 1989 gab die SSB die A-Teile der beiden Wagen mit den Betriebsnummern 714 und 735 an die Straßenbahn Kōchi in Japan ab. Die beiden A-Teile wurden noch in Stuttgart zu einem Zweirichtungswagen zusammengesetzt, da auf dem Liniennetz mangels Wendeschleifen keine Einrichtungsfahrzeuge verkehren können. Die B-Teile wurden verschrottet. Der umgerüstete Wagen erhielt allerdings keine zusätzlichen Türen, sodass aufgrund des Linksverkehrs nur die beiden Türen an der in Fahrtrichtung hinteren Hälfte benutzt werden konnten. Eine weitere Besonderheit war die notwendige Umspurung von der Stuttgarter Meterspur auf die in Japan übliche Kapspur (1067 mm).
Nach mehrjähriger Abstellung wurde das Fahrzeug Anfang 2014 an die Straßenbahn Fukui abgegeben. Nach der Aufarbeitung begann am 12. April desselben Jahres der planmäßige Fahrgastbetrieb auf einer Sonderlinie, die am Wochenende verkehren soll. Die Kosten für Erwerb und Unterhalt des als „Retram“ bezeichneten GT4 übernahm die Präfektur Fukui.